# IV liga polska w piłce nożnej (2009/2010)
IV liga 2009/2010 – 2. edycja rozgrywek piątego poziomu ligowego piłki nożnej mężczyzn w Polsce po reorganizacji lig w 2008. Rozgrywki toczone były w 19 grupach, z których dwa najlepsze zespoły (w przypadku 2 grup na terenie województwa tylko zwycięzcy grup) awansowały do III ligi, natomiast najsłabsze drużyny zostały relegowane do odpowiedniej terytorialnie klasy okręgowej.

## Grupa I (dolnośląska)

### Drużyny
| Uczestnicy poprzedniej edycji                                                                                 | Uczestnicy poprzedniej edycji | Uczestnicy poprzedniej edycji | Uczestnicy poprzedniej edycji |
| --- | ----------------------------- | ----------------------------- | ----------------------------- |
| PRO | Prochowiczanka Prochowice     | 3                             |                               |
| LDZ | Lechia Dzierżoniów            | 4                             |                               |
| KJA | Kuźnia Jawor                  | 5                             |                               |
| ŚL2 | Ślęza II Wrocław              | 63                            |                               |
| JEL | Karkonosze Jelenia Góra       | 7                             |                               |
| BBO | BKS Bobrzanie Bolesławiec     | 8                             |                               |
| SZZ | MKS Szczawno Zdrój            | 9                             |                               |
| CCH | Chojnowianka Chojnów          | 10                            |                               |
| ML2 | Miedź II Legnica              | 11                            |                               |
| KOB | GKS Kobierzyce                | 12                            |                               |
| PUM | Puma Pietrzykowice            | 13                            |                               |
| Awans z klasy okręgowej 2008/2009                                                                             |                               |                               |                               |
| grupa Jelenia Góra                                                                                            |                               |                               |                               |
| TWŚ | Twardy Świętoszów             | 1                             |                               |
| CHN | Chrobry Nowogrodziec          | 21                            |                               |
| grupa Legnica                                                                                                 |                               |                               |                               |
| KON | Konfeks Legnica               | 1                             |                               |
| grupa Wałbrzych                                                                                               |                               |                               |                               |
| KŁO | Nysa Kłodzko                  | 2                             |                               |
| grupa Wrocław                                                                                                 |                               |                               |                               |
| PŚŚ | Polonia Środa Śląska          | 1                             |                               |
| Oznaczenia: - kolumna pierwsza – skróty nazw drużyn, - kolumna trzecia – miejsce zajęte w poprzednim sezonie. |                               |                               |                               |

Objaśnienia:
1. W związku z przesunięciem Polonii Trzebnica do III ligi, dodatkowy awans uzyskał Chrobry Nowogrodziec.
2. Polonia/Sparta II Świdnica zrezygnowała z awansu do IV ligi, w związku z czym awansowała Nysa Kłodzko.
3. W związku z fuzją Ślęzy Wrocław z Gawinem Królewska Wola po rundzie jesiennej poprzedniego sezonu i przystąpieniem do rozgrywek II ligi, drużyna grająca w IV lidze zmieniła nazwę po sezonie na Ślęza II Wrocław.

### Tabela
| Lp. | Drużyna                    | M  | Z  | R  | P  | Bramki | Bramki | Różn. | Pkt | Uwagi                       | Bezpośrednio |
| --- | -------------------------- | -- | -- | -- | -- | ------ | ------ | ----- | --- | --------------------------- | ------------ |
| 1   | Lechia Dzierżoniów (M) (A) | 30 | 19 | 7  | 4  | 59     | 23     | +36   | 64  | Awans do III ligi           |              |
| 2   | Twardy Świętoszów (A)      | 30 | 19 | 6  | 5  | 72     | 29     | +43   | 63  | Awans do III ligi           |              |
| 3   | Chrobry Nowogrodziec1      | 30 | 17 | 5  | 8  | 56     | 26     | +30   | 56  | Drużyna wycofana            |              |
| 4   | MKS Szczawno Zdrój         | 30 | 14 | 7  | 9  | 37     | 33     | +4    | 49  |                             |              |
| 5   | Kuźnia Jawor               | 30 | 11 | 14 | 5  | 42     | 32     | +10   | 47  |                             |              |
| 6   | Prochowiczanka Prochowice  | 30 | 11 | 13 | 6  | 42     | 29     | +13   | 46  |                             |              |
| 7   | Konfeks Legnica            | 30 | 11 | 8  | 11 | 54     | 53     | +1    | 41  |                             |              |
| 8   | Karkonosze Jelenia Góra    | 30 | 11 | 7  | 12 | 41     | 49     | −8    | 40  |                             |              |
| 9   | Puma Pietrzykowice         | 30 | 11 | 6  | 13 | 59     | 53     | +6    | 39  | PUM - KOB 4:3 KOB - PUM 2:4 |              |
| 10  | GKS Kobierzyce             | 30 | 10 | 9  | 11 | 56     | 52     | +4    | 39  | PUM - KOB 4:3 KOB - PUM 2:4 |              |
| 11  | BKS Bobrzanie Bolesławiec  | 30 | 10 | 7  | 13 | 42     | 46     | −4    | 37  |                             |              |
| 12  | Miedź II Legnica1          | 30 | 9  | 8  | 13 | 39     | 47     | −8    | 35  |                             |              |
| 13  | Polonia Środa Śląska (S)   | 30 | 9  | 5  | 16 | 33     | 60     | −27   | 32  | Spadek do klasy okręgowej   |              |
| 14  | Nysa Kłodzko (S)           | 30 | 7  | 7  | 16 | 27     | 56     | −29   | 28  | Spadek do klasy okręgowej   |              |
| 15  | Chojnowianka Chojnów (S)   | 30 | 7  | 6  | 17 | 33     | 60     | −27   | 27  | Spadek do klasy okręgowej   |              |
| 16  | Ślęza II Wrocław2          | 30 | 3  | 7  | 20 | 30     | 74     | −44   | 16  | Drużyna wycofana            |              |

## Grupa II (kujawsko-pomorska)

### Drużyny
| Uczestnicy poprzedniej edycji                                                                                 | Uczestnicy poprzedniej edycji | Uczestnicy poprzedniej edycji | Uczestnicy poprzedniej edycji |
| --- | ----------------------------- | ----------------------------- | ----------------------------- |
| USK | Unia Solec Kujawski           | 3                             |                               |
| STR | Start Radziejów               | 4                             |                               |
| DBB | Dąb Barcin                    | 5                             |                               |
| KOP | Promień Kowalewo Pomorskie    | 6                             |                               |
| OSI | Grom Osie                     | 7                             |                               |
| GBY | Gwiazda Bydgoszcz             | 8                             |                               |
| CNN | Czarni Nakło nad Notecią      | 9                             |                               |
| LUB | LTP Lubanie                   | 10                            |                               |
| UNW | Unia Wąbrzeźno                | 11                            |                               |
| SPB | Sparta Brodnica               | 12                            |                               |
| ZIE | Ziemowit Osięciny             | 131                           |                               |
| Spadek z III ligi 2008/2009                                                                                   |                               |                               |                               |
| grupa II |                               |                               |                               |
| CHE | Chemik Bydgoszcz              | 14                            |                               |
| Awans z klasy okręgowej 2008/2009                                                                             |                               |                               |                               |
| grupa kujawsko-pomorska I                                                                                     |                               |                               |                               |
| FZŁ | Flisak Złotoria               | 1                             |                               |
| UMI | Unifreeze Miesiączkowo        | 2                             |                               |
| grupa kujawsko-pomorska II                                                                                    |                               |                               |                               |
| CUI | Cuiavia Inowrocław            | 1                             |                               |
| UGN | Unia Gniewkowo                | 2                             |                               |
| Oznaczenia: - kolumna pierwsza – skróty nazw drużyn, - kolumna trzecia – miejsce zajęte w poprzednim sezonie. |                               |                               |                               |

Objaśnienia:
1. W związku z wycofaniem się Mienia Lipno (spadkowicza z III ligi) z rozgrywek IV ligi, utrzymanie uzyskał Ziemowit Osięciny.

### Tabela
| Lp. | Drużyna                        | M  | Z  | R  | P  | Bramki | Bramki | Różn. | Pkt | Uwagi                       | Bezpośrednio                |
| --- | ------------------------------ | -- | -- | -- | -- | ------ | ------ | ----- | --- | --------------------------- | --------------------------- |
| 1   | Unia Solec Kujawski (M) (A)    | 30 | 20 | 5  | 5  | 68     | 28     | +40   | 65  | Awans do III ligi           |                             |
| 2   | Chemik Bydgoszcz (A)           | 30 | 18 | 9  | 3  | 72     | 21     | +51   | 63  | Awans do III ligi           |                             |
| 3   | Sparta Brodnica1               | 30 | 16 | 8  | 6  | 53     | 32     | +21   | 56  | Fuzja                       |                             |
| 4   | Cuiavia Inowrocław             | 30 | 15 | 6  | 9  | 55     | 39     | +16   | 51  |                             |                             |
| 5   | Unia Wąbrzeźno                 | 30 | 13 | 5  | 12 | 41     | 43     | −2    | 44  |                             |                             |
| 6   | Dąb Barcin                     | 30 | 13 | 3  | 14 | 59     | 55     | +4    | 42  |                             |                             |
| 7   | Flisak Złotoria                | 30 | 9  | 13 | 8  | 50     | 48     | +2    | 40  |                             |                             |
| 8   | Start Radziejów                | 30 | 11 | 5  | 14 | 40     | 45     | −5    | 38  | STR - UGN 2:0 UGN - STR 1:1 |                             |
| 9   | Unia Gniewkowo                 | 30 | 11 | 5  | 14 | 39     | 42     | −3    | 38  | STR - UGN 2:0 UGN - STR 1:1 |                             |
| 10  | LTP Lubanie                    | 30 | 10 | 7  | 13 | 50     | 61     | −11   | 37  |                             |                             |
| 11  | Unifreeze Miesiączkowo1        | 30 | 10 | 5  | 15 | 54     | 56     | −2    | 35  | Fuzja                       |                             |
| 12  | Gwiazda Bydgoszcz2             | 30 | 8  | 10 | 12 | 33     | 44     | −11   | 34  | Drużyna wycofana            |                             |
| 13  | Grom Osie2                     | 30 | 9  | 6  | 15 | 55     | 60     | −5    | 33  |                             | OSI - KOP 0:1 KOP - OSI 2:6 |
| 14  | Promień Kowalewo Pomorskie (S) | 30 | 9  | 6  | 15 | 38     | 62     | −24   | 33  | Spadek do klasy okręgowej   | OSI - KOP 0:1 KOP - OSI 2:6 |
| 15  | Czarni Nakło nad Notecią (S)   | 30 | 9  | 4  | 17 | 41     | 79     | −38   | 31  | Spadek do klasy okręgowej   |                             |
| 16  | Ziemowit Osięciny (S)          | 30 | 8  | 5  | 17 | 67     | 100    | −33   | 29  | Spadek do klasy okręgowej   |                             |

## Grupa III (lubelska)

### Drużyny
| Uczestnicy poprzedniej edycji                                                                                 | Uczestnicy poprzedniej edycji | Uczestnicy poprzedniej edycji | Uczestnicy poprzedniej edycji |
| --- | ----------------------------- | ----------------------------- | ----------------------------- |
| PIO | POM Iskra Piotrowice          | 3                             |                               |
| BUB | BKS Unia Bełżyce              | 4                             |                               |
| OLE | Olender Sól                   | 5                             |                               |
| CHM | Chełmianka Chełm              | 6                             |                               |
| JAL | Janowianka Janów Lubelski     | 7                             |                               |
| SKR | Start Krasnystaw              | 8                             |                               |
| LLU | Lewart Lubartów               | 9                             |                               |
| LUB | Lublinianka Lublin            | 10                            |                               |
| NIE | Orion Niedrzwica Duża         | 11                            |                               |
| REF | Sparta Rejowiec Fabryczny     | 12                            |                               |
| HMI | Huragan Międzyrzec Podlaski   | 131                           |                               |
| Spadek z III ligi 2008/2009                                                                                   |                               |                               |                               |
| grupa VIII |                               |                               |                               |
| ORŁ | Orlęta Łuków                  | 15                            |                               |
| BIŁ | Łada Biłgoraj                 | 16                            |                               |
| Awans z klasy okręgowej 2008/2009                                                                             |                               |                               |                               |
| grupa Chełm                                                                                                   |                               |                               |                               |
| ŻÓŁ | Hetman Żółkiewka              | 1                             |                               |
| grupa Lublin                                                                                                  |                               |                               |                               |
| NAŁ | Cisy Nałęczów                 | 1                             |                               |
| grupa Zamość                                                                                                  |                               |                               |                               |
| RSZ | Roztocze Szczebrzeszyn        | 1                             |                               |
| Oznaczenia: - kolumna pierwsza – skróty nazw drużyn, - kolumna trzecia – miejsce zajęte w poprzednim sezonie. |                               |                               |                               |

Objaśnienia:
1. W związku z rezygnacją Victorii Parczew (mistrza grupy bialskopodlaskiej klasy okręgowej) z awansu do IV ligi, utrzymanie uzyskał Huragan Międzyrzec Podlaski.

### Tabela
| Lp. | Drużyna                      | M  | Z  | R  | P  | Bramki | Bramki | Różn. | Pkt | Uwagi                                                          | Bezpośrednio              |
| --- | ---------------------------- | -- | -- | -- | -- | ------ | ------ | ----- | --- | -------------------------------------------------------------- | ------------------------- |
| 1   | Chełmianka Chełm (M) (A)     | 30 | 18 | 11 | 1  | 53     | 20     | +33   | 65  | Awans do III ligi                                              |                           |
| 2   | Olender Sól (A)              | 30 | 18 | 7  | 5  | 44     | 19     | +25   | 61  | Awans do III ligi                                              |                           |
| 3   | Orlęta Łuków                 | 30 | 18 | 3  | 9  | 54     | 35     | +19   | 57  |                                                                |                           |
| 4   | Start Krasnystaw             | 30 | 13 | 7  | 10 | 35     | 27     | +8    | 46  |                                                                |                           |
| 5   | Lewart Lubartów              | 30 | 13 | 4  | 13 | 44     | 34     | +10   | 43  |                                                                |                           |
| 6   | Lublinianka Lublin           | 30 | 12 | 5  | 13 | 36     | 41     | −5    | 41  |                                                                |                           |
| 7   | BKS Unia Bełżyce             | 30 | 11 | 7  | 12 | 57     | 43     | +14   | 40  |                                                                |                           |
| 8   | Orion Niedrzwica Duża        | 30 | 10 | 8  | 12 | 34     | 41     | −7    | 38  |                                                                |                           |
| 9   | Sparta Rejowiec Fabryczny    | 30 | 10 | 7  | 13 | 36     | 38     | −2    | 37  | REF: 7 pkt, różn. +1 BIŁ: 5 pkt, różn. 0 JAL: 4 pkt, różn. -1  |                           |
| 10  | Łada Biłgoraj1               | 30 | 9  | 10 | 11 | 37     | 36     | +1    | 37  | REF: 7 pkt, różn. +1 BIŁ: 5 pkt, różn. 0 JAL: 4 pkt, różn. -1  | Drużyna wycofana          |
| 11  | Janowianka Janów Lubelski    | 30 | 9  | 10 | 11 | 48     | 44     | +4    | 37  | REF: 7 pkt, różn. +1 BIŁ: 5 pkt, różn. 0 JAL: 4 pkt, różn. -1  |                           |
| 12  | Roztocze Szczebrzeszyn       | 30 | 10 | 6  | 14 | 34     | 52     | −18   | 36  | RSZ: 7 pkt, różn. +3 HMI: 5 pkt, różn. -2 PIO: 4 pkt, różn. -1 |                           |
| 13  | Huragan Międzyrzec Podlaski1 | 30 | 10 | 6  | 14 | 32     | 58     | −26   | 36  | RSZ: 7 pkt, różn. +3 HMI: 5 pkt, różn. -2 PIO: 4 pkt, różn. -1 |                           |
| 14  | POM Iskra Piotrowice (S)     | 30 | 10 | 6  | 14 | 33     | 36     | −3    | 36  | RSZ: 7 pkt, różn. +3 HMI: 5 pkt, różn. -2 PIO: 4 pkt, różn. -1 | Spadek do klasy okręgowej |
| 15  | Hetman Żółkiewka (S)         | 30 | 10 | 2  | 18 | 43     | 67     | −24   | 32  |                                                                | Spadek do klasy okręgowej |
| 16  | Cisy Nałęczów (S)            | 30 | 8  | 3  | 19 | 42     | 71     | −29   | 27  |                                                                | Spadek do klasy okręgowej |

## Grupa IV (lubuska)

### Drużyny
| Uczestnicy poprzedniej edycji                                                                                 | Uczestnicy poprzedniej edycji | Uczestnicy poprzedniej edycji | Uczestnicy poprzedniej edycji |
| --- | ----------------------------- | ----------------------------- | ----------------------------- |
| OMR | Orzeł Międzyrzecz             | 3                             |                               |
| DOB | Błękitni Dobiegniew           | 4                             |                               |
| CZE | Piast Czerwieńsk              | 5                             |                               |
| SPR | Sprotavia Szprotawa           | 6                             |                               |
| OŚN | Spójnia Ośno Lubuskie         | 7                             |                               |
| GÓR | Odra Górzyca                  | 8                             |                               |
| BTO | Błękitni Toporów              | 9                             |                               |
| CWI | Czarni Witnica                | 10                            |                               |
| KKO | Korona Kożuchów               | 11                            |                               |
| LBB | LZS Bobrówko                  | 13                            |                               |
| SSU | Stal Sulęcin                  | 141                           |                               |
| Spadek z III ligi 2008/2009                                                                                   |                               |                               |                               |
| grupa III |                               |                               |                               |
| LZ2 | Lechia II Zielona Góra        | 132                           |                               |
| Awans z klasy okręgowej 2008/2009                                                                             |                               |                               |                               |
| grupa Gorzów Wielkopolski                                                                                     |                               |                               |                               |
| PKN | Piast Karnin                  | 13                            |                               |
| WAS | Warta Słońsk                  | 23                            |                               |
| grupa Zielona Góra                                                                                            |                               |                               |                               |
| BOD | Odra Bytom Odrzański          | 1                             |                               |
| SGR | Sparta Grabik                 | 2                             |                               |
| Oznaczenia: - kolumna pierwsza – skróty nazw drużyn, - kolumna trzecia – miejsce zajęte w poprzednim sezonie. |                               |                               |                               |

Objaśnienia:
1. Leśnik Drezdenko wycofał się po zakończeniu poprzedniego sezonu, w związku z czym utrzymała się Stal Sulęcin.
2. Lechia II Zielona Góra wycofała się po zakończeniu poprzedniego sezonu z rozgrywek III ligi.
3. Piast Karnin i Warta Słońsk zakończyły sezon z identyczną ilością punktów i remisowym bilansem spotkań bezpośrednich, w związku z czym rozegrano dodatkowy mecz o mistrzostwo klasy okręgowej, który wygrał Piast Karnin.

### Tabela
| Lp. | Drużyna                   | M  | Z  | R | P  | Bramki | Bramki | Różn. | Pkt | Uwagi                       | Bezpośrednio |
| --- | ------------------------- | -- | -- | - | -- | ------ | ------ | ----- | --- | --------------------------- | ------------ |
| 1   | Orzeł Międzyrzecz (M) (A) | 30 | 24 | 4 | 2  | 84     | 19     | +65   | 76  | Awans do III ligi           |              |
| 2   | Czarni Witnica (A)        | 30 | 19 | 3 | 8  | 71     | 38     | +33   | 60  | Awans do III ligi           |              |
| 3   | Spójnia Ośno Lubuskie     | 30 | 18 | 5 | 7  | 65     | 40     | +25   | 59  |                             |              |
| 4   | Sprotavia Szprotawa       | 30 | 17 | 3 | 10 | 68     | 40     | +28   | 54  |                             |              |
| 5   | Warta Słońsk              | 30 | 14 | 9 | 7  | 61     | 36     | +25   | 51  | WAS - KKO 2:1 KKO - WAS 1:3 |              |
| 6   | Korona Kożuchów           | 30 | 15 | 6 | 9  | 72     | 49     | +23   | 51  | WAS - KKO 2:1 KKO - WAS 1:3 |              |
| 7   | Błękitni Dobiegniew       | 30 | 14 | 8 | 8  | 64     | 57     | +7    | 50  |                             |              |
| 8   | Piast Czerwieńsk          | 30 | 14 | 6 | 10 | 56     | 44     | +12   | 48  |                             |              |
| 9   | Odra Bytom Odrzański      | 30 | 12 | 7 | 11 | 51     | 43     | +8    | 43  |                             |              |
| 10  | Piast Karnin              | 30 | 12 | 6 | 12 | 56     | 38     | +18   | 42  |                             |              |
| 11  | Sparta Grabik             | 30 | 11 | 6 | 13 | 59     | 69     | −10   | 39  |                             |              |
| 12  | Błękitni Toporów (S)      | 30 | 10 | 8 | 12 | 54     | 48     | +6    | 38  | Spadek do klasy okręgowej   |              |
| 13  | LZS Bobrówko (S)          | 30 | 5  | 8 | 17 | 28     | 64     | −36   | 23  | Spadek do klasy okręgowej   |              |
| 14  | Lechia II Zielona Góra1   | 30 | 4  | 5 | 21 | 33     | 99     | −66   | 17  | Drużyna rozwiązana          |              |
| 15  | Odra Górzyca (S)          | 30 | 4  | 2 | 24 | 29     | 91     | −62   | 14  | Spadek do klasy okręgowej   |              |
| 16  | Stal Sulęcin (S)          | 30 | 1  | 6 | 23 | 31     | 107    | −76   | 9   | Spadek do klasy okręgowej   |              |

## Grupa V (łódzka)

### Drużyny
| Uczestnicy poprzedniej edycji                                                                                 | Uczestnicy poprzedniej edycji | Uczestnicy poprzedniej edycji | Uczestnicy poprzedniej edycji |
| --- | ----------------------------- | ----------------------------- | ----------------------------- |
| PAR | KS Paradyż                    | 31                            |                               |
| CER | Ceramika Opoczno              | 4                             |                               |
| RZG | Zawisza Rzgów                 | 6                             |                               |
| STR | Zjednoczeni Stryków           | 7                             |                               |
| PE2 | Pelikan II Łowicz             | 8                             |                               |
| USK | Unia Skierniewice             | 93                            |                               |
| RZĄ | Czarni Rząśnia                | 10                            |                               |
| PŁK | Pogoń Łask Kolumna            | 116                           |                               |
| PIL | Pilica Przedbórz              | 12                            |                               |
| AWK | AZS WSEZ/Kolejarz Łódź        | 134                           |                               |
| PAJ | Zawisza Pajęczno              | 14                            |                               |
| US2 | UKS SMS II Łódź               | 15                            |                               |
| BZG | Boruta Zgierz                 | 162                           |                               |
| Spadek z III ligi 2008/2009                                                                                   |                               |                               |                               |
| grupa VI |                               |                               |                               |
| WKŁ | Włókniarz Konstantynów Łódzki | 13                            |                               |
| WOY | Woy Bukowiec Opoczyński       | 15                            |                               |
| Awans z klasy okręgowej 2008/2009                                                                             |                               |                               |                               |
| grupa Łódź |                               |                               |                               |
| WI2 | Widzew II Łódź                | 1                             |                               |
| grupa Piotrków Trybunalski                                                                                    |                               |                               |                               |
| MOS | Włókniarz Moszczenica         | 1                             |                               |
| grupa Sieradz                                                                                                 |                               |                               |                               |
| WLŃ | WKS Wieluń                    | 1                             |                               |
| grupa Skierniewice                                                                                            |                               |                               |                               |
| MRM | Mazovia Rawa Mazowiecka       | 1                             |                               |
| Oznaczenia: - kolumna pierwsza – skróty nazw drużyn, - kolumna trzecia – miejsce zajęte w poprzednim sezonie. |                               |                               |                               |

| Uczestnicy dołączeni do ligi | Uczestnicy dołączeni do ligi |
| ---------------------------- | ---------------------------- |
| ŁKS II Łódź                  | -5                           |

Objaśnienia:
1. KS Paradyż przegrał baraże o awans do III ligi z KS-em Piaseczno.
2. Gal Gaz Galewice wycofał się po zakończeniu poprzedniego sezonu, w związku z czym utrzymała się Boruta Zgierz.
3. Vis 2007 Skierniewice zmienił przed rozpoczęciem sezonu nazwę na Unia Skierniewice.
4. Kolejarz Łódź zmienił przed rozpoczęciem sezonu nazwę na AZS WSEZ/Kolejarz Łódź.
5. ŁKS II Łódź został dokooptowany do rozgrywek IV ligi.
6. Pogoń Łask Kolumna wycofał się po rundzie jesiennej.

### Tabela
| Lp. | Drużyna                       | M  | Z  | R  | P  | Bramki | Bramki | Różn. | Pkt | Uwagi                       | Bezpośrednio |
| --- | ----------------------------- | -- | -- | -- | -- | ------ | ------ | ----- | --- | --------------------------- | ------------ |
| 1   | Pilica Przedbórz (M) (A)      | 38 | 24 | 6  | 8  | 66     | 37     | +29   | 78  | Awans do III ligi           |              |
| 2   | Ceramika Opoczno (A)          | 38 | 21 | 10 | 7  | 82     | 40     | +42   | 73  | Awans do III ligi           |              |
| 3   | Unia Skierniewice             | 38 | 23 | 3  | 12 | 85     | 40     | +45   | 72  |                             |              |
| 4   | Włókniarz Konstantynów Łódzki | 38 | 22 | 5  | 11 | 89     | 62     | +27   | 71  |                             |              |
| 5   | Zjednoczeni Stryków           | 38 | 20 | 9  | 9  | 72     | 40     | +32   | 69  |                             |              |
| 6   | Zawisza Pajęczno              | 38 | 20 | 8  | 10 | 61     | 49     | +12   | 68  |                             |              |
| 7   | Widzew II Łódź                | 38 | 19 | 8  | 11 | 83     | 43     | +40   | 65  |                             |              |
| 8   | KS Paradyż                    | 38 | 17 | 12 | 9  | 72     | 46     | +26   | 63  |                             |              |
| 9   | ŁKS II Łódź                   | 38 | 18 | 7  | 13 | 67     | 58     | +9    | 61  |                             |              |
| 10  | UKS SMS II Łódź               | 38 | 18 | 6  | 14 | 66     | 54     | +12   | 60  |                             |              |
| 11  | Woy Bukowiec Opoczyński       | 38 | 16 | 10 | 12 | 59     | 59     | 0     | 58  | WOY - RZG 3:1 RZG - WOY 3:2 |              |
| 12  | Zawisza Rzgów                 | 38 | 17 | 7  | 14 | 63     | 54     | +9    | 58  | WOY - RZG 3:1 RZG - WOY 3:2 |              |
| 13  | WKS Wieluń                    | 38 | 16 | 5  | 17 | 62     | 60     | +2    | 53  |                             |              |
| 14  | Boruta Zgierz                 | 38 | 15 | 4  | 19 | 53     | 56     | −3    | 49  |                             |              |
| 15  | Czarni Rząśnia (S)            | 38 | 12 | 8  | 18 | 57     | 77     | −20   | 44  | Spadek do klasy okręgowej   |              |
| 16  | AZS WSEZ/Kolejarz Łódź (S)    | 38 | 13 | 4  | 21 | 63     | 88     | −25   | 43  | Spadek do klasy okręgowej   |              |
| 17  | Włókniarz Moszczenica (S)     | 38 | 8  | 6  | 24 | 48     | 86     | −38   | 30  | Spadek do klasy okręgowej   |              |
| 18  | Mazovia Rawa Mazowiecka (S)   | 38 | 9  | 2  | 27 | 37     | 94     | −57   | 29  | Spadek do klasy okręgowej   |              |
| 19  | Pelikan II Łowicz (S)         | 38 | 4  | 4  | 30 | 28     | 99     | −71   | 16  | Spadek do klasy okręgowej   |              |
| 20  | Pogoń Łask Kolumna1           | 38 | 3  | 6  | 29 | 22     | 93     | −71   | 15  | Drużyna wycofana            |              |

## Grupa VI (małopolska)

### Drużyny
| Uczestnicy poprzedniej edycji                                                                                 | Uczestnicy poprzedniej edycji | Uczestnicy poprzedniej edycji | Uczestnicy poprzedniej edycji |
| --- | ----------------------------- | ----------------------------- | ----------------------------- |
| TRS | MKS Trzebinia-Siersza         | 3                             |                               |
| PMU | Poprad Muszyna                | 4                             |                               |
| BOC | Bocheński KS                  | 5                             |                               |
| OLZ | IKS Olkusz                    | 6                             |                               |
| OSZ | Orkan Szczyrzyc               | 7                             |                               |
| SKA | Skawa Wadowice                | 8                             |                               |
| MAN | Lubań Maniowy                 | 9                             |                               |
| LKM | LKS Mogilany                  | 10                            |                               |
| LIM | Limanovia Limanowa            | 11                            |                               |
| SIE | Karpaty Siepraw               | 12                            |                               |
| SNW | Szreniawa Nowy Wiśnicz        | 13                            |                               |
| TUC | Tuchovia Tuchów               | 14                            |                               |
| Awans z V ligi 2008/2009                                                                                      |                               |                               |                               |
| grupa Kraków-Wadowice                                                                                         |                               |                               |                               |
| LIB | Janina Libiąż                 | 1                             |                               |
| BAL | Orzeł Balin                   | 2                             |                               |
| grupa Nowy Sącz-Tarnów                                                                                        |                               |                               |                               |
| WWR | Wolania Wola Rzędzińska       | 1                             |                               |
| WOJ | Olimpia Wojnicz               | 31                            |                               |
| Oznaczenia: - kolumna pierwsza – skróty nazw drużyn, - kolumna trzecia – miejsce zajęte w poprzednim sezonie. |                               |                               |                               |

Objaśnienia:
1. Dunajec Nowy Sącz zrezygnował z awansu do IV ligi, w związku z czym awansowała Olimpia Wojnicz.

### Tabela
| Lp. | Drużyna                        | M  | Z  | R  | P  | Bramki | Bramki | Różn. | Pkt | Uwagi                                                          | Bezpośrednio                |
| --- | ------------------------------ | -- | -- | -- | -- | ------ | ------ | ----- | --- | -------------------------------------------------------------- | --------------------------- |
| 1   | Szreniawa Nowy Wiśnicz (M) (A) | 30 | 17 | 10 | 3  | 65     | 28     | +37   | 61  | Awans do III ligi                                              | SNW - LIB 1:1 LIB - SNW 0:2 |
| 2   | Janina Libiąż (A)              | 30 | 19 | 4  | 7  | 52     | 21     | +31   | 61  | Awans do III ligi                                              | SNW - LIB 1:1 LIB - SNW 0:2 |
| 3   | Poprad Muszyna1 (A)            | 30 | 17 | 6  | 7  | 66     | 35     | +31   | 57  | Awans do III ligi                                              |                             |
| 4   | Lubań Maniowy                  | 30 | 16 | 6  | 8  | 65     | 39     | +26   | 54  |                                                                |                             |
| 5   | Orkan Szczyrzyc                | 30 | 15 | 7  | 8  | 43     | 22     | +21   | 52  |                                                                |                             |
| 6   | Orzeł Balin                    | 30 | 14 | 7  | 9  | 46     | 32     | +14   | 49  |                                                                |                             |
| 7   | IKS Olkusz                     | 30 | 14 | 5  | 11 | 46     | 40     | +6    | 47  |                                                                |                             |
| 8   | Wolania Wola Rzędzińska        | 30 | 11 | 8  | 11 | 52     | 42     | +10   | 41  |                                                                |                             |
| 9   | Karpaty Siepraw                | 30 | 11 | 7  | 12 | 50     | 48     | +2    | 40  | SIE: 8 pkt, różn. +3 LKM: 3 pkt, różn. -1 LIM: 3 pkt, różn. -2 |                             |
| 10  | LKS Mogilany                   | 30 | 11 | 7  | 12 | 43     | 44     | −1    | 40  | SIE: 8 pkt, różn. +3 LKM: 3 pkt, różn. -1 LIM: 3 pkt, różn. -2 |                             |
| 11  | Limanovia Limanowa             | 30 | 10 | 10 | 10 | 43     | 44     | −1    | 40  | SIE: 8 pkt, różn. +3 LKM: 3 pkt, różn. -1 LIM: 3 pkt, różn. -2 |                             |
| 12  | Bocheński KS                   | 30 | 9  | 11 | 10 | 40     | 29     | +11   | 38  |                                                                |                             |
| 13  | MKS Trzebinia-Siersza (S)      | 30 | 9  | 8  | 13 | 42     | 45     | −3    | 35  | Spadek do V ligi                                               |                             |
| 14  | Tuchovia Tuchów (S)            | 30 | 9  | 5  | 16 | 33     | 49     | −16   | 32  | Spadek do V ligi                                               |                             |
| 15  | Olimpia Wojnicz (S)            | 30 | 4  | 5  | 21 | 18     | 67     | −49   | 17  | Spadek do V ligi                                               |                             |
| 16  | Skawa Wadowice (S)             | 30 | 0  | 2  | 28 | 14     | 133    | −119  | 2   | Spadek do V ligi                                               |                             |

## Grupa VII (mazowiecka południe)

### Drużyny
| Uczestnicy poprzedniej edycji                                                                                 | Uczestnicy poprzedniej edycji | Uczestnicy poprzedniej edycji | Uczestnicy poprzedniej edycji |
| --- | ----------------------------- | ----------------------------- | ----------------------------- |
| grupa mazowiecka południowa                                                                                   |                               |                               |                               |
| PGM | Pogoń Grodzisk Mazowiecki     | 3                             |                               |
| JGA | Sparta Jazgarzew              | 5                             |                               |
| SZY | Szydłowianka Szydłowiec       | 6                             |                               |
| MSZ | Mszczonowianka Mszczonów      | 7                             |                               |
| ZWO | Zwolenianka Zwoleń            | 8                             |                               |
| PIL | Pilica Białobrzegi            | 9                             |                               |
| ZAK | Wulkan Zakrzew                | 10                            |                               |
| PPI | Piast Piastów                 | 11                            |                               |
| KGK | Korona Góra Kalwaria          | 12                            |                               |
| KON | Skra Konstancin Obory         | 13                            |                               |
| WAR | KS Warka                      | 141                           |                               |
| grupa mazowiecka północna                                                                                     |                               |                               |                               |
| NZI | Naprzód Zielonki              | 141                           |                               |
| Spadek z III ligi 2008/2009                                                                                   |                               |                               |                               |
| grupa VI |                               |                               |                               |
| BRŃ | Broń Radom                    | 14                            |                               |
| GRÓ | Mazowsze Grójec               | 16                            |                               |
| Awans z klasy okręgowej 2008/2009                                                                             |                               |                               |                               |
| grupa Radom                                                                                                   |                               |                               |                               |
| KOZ | KS Kozienice-Janików          | 1                             |                               |
| grupa Warszawa II                                                                                             |                               |                               |                               |
| ŁAD | UKS Łady                      | 1                             |                               |
| Oznaczenia: - kolumna pierwsza – skróty nazw drużyn, - kolumna trzecia – miejsce zajęte w poprzednim sezonie. |                               |                               |                               |

Objaśnienia:
1. Naprzód Zielonki wygrał baraże o utrzymanie w IV lidze z KS-em Warką. Mimo to, KS Warka utrzymał się w lidze.

### Tabela
| Lp. | Drużyna                      | M  | Z  | R  | P  | Bramki | Bramki | Różn. | Pkt | Uwagi                       | Bezpośrednio |
| --- | ---------------------------- | -- | -- | -- | -- | ------ | ------ | ----- | --- | --------------------------- | ------------ |
| 1   | Broń Radom (M) (A)           | 30 | 23 | 5  | 2  | 82     | 23     | +59   | 74  | Awans do III ligi           |              |
| 2   | Mszczonowianka Mszczonów     | 30 | 19 | 6  | 5  | 55     | 26     | +29   | 63  |                             |              |
| 3   | Skra Konstancin Obory        | 30 | 13 | 8  | 9  | 56     | 38     | +18   | 47  | KON - GRÓ 3:0 GRÓ - KON 2:0 |              |
| 4   | Mazowsze Grójec              | 30 | 14 | 5  | 11 | 56     | 39     | +17   | 47  | KON - GRÓ 3:0 GRÓ - KON 2:0 |              |
| 5   | KS Kozienice-Janików         | 30 | 12 | 9  | 9  | 43     | 30     | +13   | 45  |                             |              |
| 6   | Pogoń Grodzisk Mazowiecki    | 30 | 11 | 11 | 8  | 38     | 26     | +12   | 44  |                             |              |
| 7   | Sparta Jazgarzew             | 30 | 12 | 7  | 11 | 53     | 51     | +2    | 43  |                             |              |
| 8   | Pilica Białobrzegi           | 30 | 11 | 9  | 10 | 41     | 32     | +9    | 42  | PIL - NZI 5:1 NZI - PIL 0:2 |              |
| 9   | Naprzód Zielonki             | 30 | 12 | 6  | 12 | 49     | 53     | −4    | 42  | PIL - NZI 5:1 NZI - PIL 0:2 |              |
| 10  | UKS Łady1                    | 30 | 12 | 5  | 13 | 48     | 44     | +4    | 41  | ŁAD - ZWO 4:1 ZWO - ŁAD 0:2 |              |
| 11  | Zwolenianka Zwoleń           | 30 | 13 | 2  | 15 | 41     | 50     | −9    | 41  | ŁAD - ZWO 4:1 ZWO - ŁAD 0:2 |              |
| 12  | Szydłowianka Szydłowiec1 (B) | 30 | 10 | 4  | 16 | 35     | 49     | −14   | 34  | Baraże o utrzymanie         |              |
| 13  | KS Warka1 (S)                | 30 | 9  | 5  | 16 | 40     | 54     | −14   | 32  | Spadek do klasy okręgowej   |              |
| 14  | Wulkan Zakrzew (S)           | 30 | 9  | 4  | 17 | 34     | 64     | −30   | 31  | Spadek do klasy okręgowej   |              |
| 15  | Piast Piastów (S)            | 30 | 6  | 8  | 16 | 31     | 62     | −31   | 26  | Spadek do klasy okręgowej   |              |
| 16  | Korona Góra Kalwaria (S)     | 30 | 5  | 4  | 21 | 27     | 88     | −61   | 19  | Spadek do klasy okręgowej   |              |

### Baraże o utrzymanie
W barażach o utrzymanie w IV lidze miały wziąć udział drużyny z miejsca 12. z obu grup mazowieckich. Pierwotnie była to KS Warka i Okęcie Warszawa, jednak po przetasowaniach w grupie południowej doszło do zamiany uczestnika baraży, którym została Szydłowianka Szydłowiec. Drugi mecz z pierwotnego barażu został odwołany (pierwszy wygrała KS Warka 4:0), a drugi baraż również został rozegrany w formie dwumeczu. Zwycięzca uzyskał prawo do gry w IV lidze w następnym sezonie.

#### I baraż
| 16 czerwca 2010 | KS Warka                                                                | 4:0   | Okęcie Warszawa |  |
| 18:00           | 10', 55' Tomasz Kiljański · 58' Michał Kucharski · 90' Marcin Skorupski | (1:0) |                 |  |

| 19 czerwca 2010 | Okęcie Warszawa | [ i ] | KS Warka |  |
|                 |                 |       |          |  |

1. ↑  Mecz został anulowany

#### II baraż
| 23 czerwca 2010 | Szydłowianka Szydłowiec | 0:2   | Okęcie Warszawa                               |  |
| 17:00           |                         | (0:1) | 25' Konrad Kowalski · 52' Rafał Stańczykowski |  |

| 26 czerwca 2010 | Okęcie Warszawa                                     | 4:1   | Szydłowianka Szydłowiec |  |
| 17:00           | 5', 12', 48' Piotr Biechoński · 42' Konrad Kowalski | (3:0) | 90' Artur Ludew         |  |

Zwycięzca: Okęcie Warszawa

## Grupa VIII (mazowiecka północ)

### Drużyny
| Uczestnicy poprzedniej edycji                                                                                 | Uczestnicy poprzedniej edycji | Uczestnicy poprzedniej edycji | Uczestnicy poprzedniej edycji |
| --- | ----------------------------- | ----------------------------- | ----------------------------- |
| grupa mazowiecka północna                                                                                     |                               |                               |                               |
| OKĘ | Okęcie Warszawa               | 21                            |                               |
| TPŁ | Tęcza 34 Płońsk               | 3                             |                               |
| HUT | Hutnik Warszawa               | 4                             |                               |
| MŁA | MKS Mława                     | 5                             |                               |
| WŁO | Przyszłość Włochy             | 6                             |                               |
| SUL | Victoria Sulejówek            | 7                             |                               |
| MPR | MKS Przasnysz                 | 8                             |                               |
| MRA | Mazur Radzymin                | 9                             |                               |
| CIE | MKS Ciechanów                 | 10                            |                               |
| SOP | Podlasie Sokołów Podlaski     | 11                            |                               |
| GLI | Kryształ Glinojeck            | 12                            |                               |
| HWO | Huragan Wołomin               | 13                            |                               |
| grupa mazowiecka południowa                                                                                   |                               |                               |                               |
| URS | Ursus Warszawa                | 4                             |                               |
| Awans z klasy okręgowej 2008/2009                                                                             |                               |                               |                               |
| grupa Ciechanów-Ostrołęka                                                                                     |                               |                               |                               |
| ŻUR | Wkra Żuromin                  | 1                             |                               |
| grupa Płock                                                                                                   |                               |                               |                               |
| GĄB | Błękitni Gąbin                | 1                             |                               |
| grupa Siedlce                                                                                                 |                               |                               |                               |
| CEG | Jutrzenka Cegłów              | 12,3                          |                               |
| grupa Warszawa I                                                                                              |                               |                               |                               |
| BUG | Bug Wyszków                   | 1                             |                               |
| Oznaczenia: - kolumna pierwsza – skróty nazw drużyn, - kolumna trzecia – miejsce zajęte w poprzednim sezonie. |                               |                               |                               |

Objaśnienia:
1. Okęcie Warszawa przegrał baraże o awans do III ligi z KS-em Piaseczno.
2. Jutrzenka/Tęcza Cegłów zmieniła nazwę przed sezonem na Jutrzenka Cegłów.
3. Jutrzenka Cegłów wycofała się po rundzie jesiennej.

### Tabela
| Lp. | Drużyna                       | M  | Z  | R  | P  | Bramki | Bramki | Różn. | Pkt | Uwagi                                                            | Bezpośrednio |
| --- | ----------------------------- | -- | -- | -- | -- | ------ | ------ | ----- | --- | ---------------------------------------------------------------- | ------------ |
| 1   | Ursus Warszawa (M) (A)        | 30 | 23 | 2  | 5  | 86     | 21     | +65   | 71  | Awans do III ligi                                                |              |
| 2   | MKS Mława                     | 30 | 18 | 6  | 6  | 56     | 33     | +23   | 60  |                                                                  |              |
| 3   | Bug Wyszków                   | 30 | 16 | 7  | 7  | 54     | 30     | +24   | 55  |                                                                  |              |
| 4   | Hutnik Warszawa               | 30 | 15 | 4  | 11 | 41     | 39     | +2    | 49  |                                                                  |              |
| 5   | MKS Przasnysz                 | 30 | 14 | 5  | 11 | 57     | 53     | +4    | 47  | MPR - TPŁ 0:1 TPŁ - MPR 1:4                                      |              |
| 6   | Tęcza 34 Płońsk               | 30 | 14 | 5  | 11 | 44     | 47     | −3    | 47  | MPR - TPŁ 0:1 TPŁ - MPR 1:4                                      |              |
| 7   | Victoria Sulejówek            | 30 | 13 | 6  | 11 | 44     | 44     | 0     | 45  |                                                                  |              |
| 8   | Kryształ Glinojeck            | 30 | 12 | 7  | 11 | 55     | 47     | +8    | 43  |                                                                  |              |
| 9   | MKS Ciechanów                 | 30 | 13 | 3  | 14 | 55     | 52     | +3    | 42  |                                                                  |              |
| 10  | Huragan Wołomin               | 30 | 11 | 6  | 13 | 54     | 58     | −4    | 39  | HWO - ŻUR 2:1 ŻUR - HWO 0:3                                      |              |
| 11  | Wkra Żuromin                  | 30 | 9  | 12 | 9  | 39     | 36     | +3    | 39  | HWO - ŻUR 2:1 ŻUR - HWO 0:3                                      |              |
| 12  | Okęcie Warszawa (B)           | 30 | 11 | 4  | 15 | 34     | 52     | −18   | 37  | Baraże o utrzymanie Przeniesienie do grupy mazowieckiej południe |              |
| 13  | Błękitni Gąbin (S)            | 30 | 9  | 9  | 12 | 38     | 40     | −2    | 36  | Spadek do klasy okręgowej                                        |              |
| 14  | Podlasie Sokołów Podlaski (S) | 30 | 9  | 8  | 13 | 46     | 48     | −2    | 35  | Spadek do klasy okręgowej                                        |              |
| 15  | Przyszłość Włochy (S)         | 30 | 5  | 6  | 19 | 36     | 69     | −33   | 21  | Spadek do klasy okręgowej                                        |              |
| 16  | Jutrzenka Cegłów1             | 30 | 2  | 2  | 26 | 15     | 85     | −70   | 8   | Drużyna wycofana                                                 |              |

### Baraże o utrzymanie
W barażach o utrzymanie w IV lidze miały wziąć udział drużyny z miejsca 12. z obu grup mazowieckich. Pierwotnie była to KS Warka i Okęcie Warszawa, jednak po przetasowaniach w grupie południowej doszło do zamiany uczestnika baraży, którym została Szydłowianka Szydłowiec. Drugi mecz z pierwotnego barażu został odwołany (pierwszy wygrała KS Warka 4:0), a drugi baraż również został rozegrany w formie dwumeczu. Zwycięzca uzyskał prawo do gry w IV lidze w następnym sezonie.

#### I baraż
| 16 czerwca 2010 | KS Warka                                                                | 4:0   | Okęcie Warszawa |  |
| 18:00           | 10', 55' Tomasz Kiljański · 58' Michał Kucharski · 90' Marcin Skorupski | (1:0) |                 |  |

| 19 czerwca 2010 | Okęcie Warszawa | [ i ] | KS Warka |  |
|                 |                 |       |          |  |

1. ↑  Mecz został anulowany

#### II baraż
| 23 czerwca 2010 | Szydłowianka Szydłowiec | 0:2   | Okęcie Warszawa                               |  |
| 17:00           |                         | (0:1) | 25' Konrad Kowalski · 52' Rafał Stańczykowski |  |

| 26 czerwca 2010 | Okęcie Warszawa                                     | 4:1   | Szydłowianka Szydłowiec |  |
| 17:00           | 5', 12', 48' Piotr Biechoński · 42' Konrad Kowalski | (3:0) | 90' Artur Ludew         |  |

Zwycięzca: Okęcie Warszawa

## Grupa IX (opolska)

### Drużyny
| Uczestnicy poprzedniej edycji                                                                                 | Uczestnicy poprzedniej edycji | Uczestnicy poprzedniej edycji | Uczestnicy poprzedniej edycji |
| --- | ----------------------------- | ----------------------------- | ----------------------------- |
| SWO | Swornica Czarnowąsy           | 3                             |                               |
| GST | GKS Starościn                 | 4                             |                               |
| STB | Stal Brzeg                    | 5                             |                               |
| LEW | Olimpia Lewin Brzeski         | 6                             |                               |
| ŁUB | Śląsk Łubniany                | 7                             |                               |
| OLE | OKS Olesno                    | 8                             |                               |
| GKG | GKS Grodków                   | 9                             |                               |
| PNY | Polonia Nysa                  | 10                            |                               |
| PAC | Sparta Paczków                | 11                            |                               |
| OBR | LZS Obrowiec                  | 12                            |                               |
| MKS | MKS II/Start Dobrodzień       | 131                           |                               |
| Spadek z III ligi 2008/2009                                                                                   |                               |                               |                               |
| grupa IV |                               |                               |                               |
| SKM | Silesius Kotórz Mały          | 15                            |                               |
| Awans z klasy okręgowej 2008/2009                                                                             |                               |                               |                               |
| grupa opolska I                                                                                               |                               |                               |                               |
| ODO | Oderka Opole                  | 12                            |                               |
| PTR | LZS Piotrówka                 | 2                             |                               |
| grupa opolska II                                                                                              |                               |                               |                               |
| GŁU | Polonia Głubczyce             | 1                             |                               |
| ZWY | Zryw Wysoka                   | 23                            |                               |
| Oznaczenia: - kolumna pierwsza – skróty nazw drużyn, - kolumna trzecia – miejsce zajęte w poprzednim sezonie. |                               |                               |                               |

Objaśnienia:
1. Start Dobrodzień połączył się z MKS-em II Kluczbork, w wyniku czego powstały klub zmienił nazwę na MKS II/Start Dobrodzień.
2. Odra Opole po zakończeniu poprzedniego sezonu I ligi została rozwiązana, a na bazie rezerw, które awansowały do IV ligi, powstała Oderka Opole.
3. Zryw Wysoka wycofała się po 23. kolejce.

### Tabela
| Lp. | Drużyna                  | M  | Z  | R | P  | Bramki | Bramki | Różn. | Pkt | Uwagi                       | Bezpośrednio     |
| --- | ------------------------ | -- | -- | - | -- | ------ | ------ | ----- | --- | --------------------------- | ---------------- |
| 1   | Oderka Opole (M) (A)     | 30 | 26 | 3 | 1  | 84     | 14     | +70   | 81  | Awans do III ligi           |                  |
| 2   | LZS Piotrówka (A)        | 30 | 22 | 6 | 2  | 80     | 29     | +51   | 72  | Awans do III ligi           |                  |
| 3   | Swornica Czarnowąsy      | 30 | 20 | 5 | 5  | 61     | 27     | +34   | 65  |                             |                  |
| 4   | Sparta Paczków           | 30 | 16 | 5 | 9  | 51     | 39     | +12   | 53  |                             |                  |
| 5   | Polonia Głubczyce        | 30 | 15 | 5 | 10 | 54     | 39     | +15   | 50  | MKS - TPŁ 4:0 MKS - GŁU 1:3 |                  |
| 6   | MKS II/Start Dobrodzień3 | 30 | 16 | 2 | 12 | 58     | 39     | +19   | 50  | MKS - TPŁ 4:0 MKS - GŁU 1:3 | Drużyna wycofana |
| 7   | Stal Brzeg               | 30 | 13 | 6 | 11 | 40     | 38     | +2    | 45  |                             |                  |
| 8   | Śląsk Łubniany           | 30 | 13 | 5 | 12 | 58     | 48     | +10   | 44  |                             |                  |
| 9   | GKS Starościn3           | 30 | 11 | 4 | 15 | 44     | 57     | −13   | 37  | Drużyna wycofana            |                  |
| 10  | Olimpia Lewin Brzeski    | 30 | 10 | 4 | 16 | 42     | 56     | −14   | 34  |                             |                  |
| 11  | Silesius Kotórz Mały     | 30 | 10 | 3 | 17 | 40     | 51     | −11   | 33  |                             |                  |
| 12  | GKS Grodków              | 30 | 8  | 8 | 14 | 30     | 50     | −20   | 32  |                             |                  |
| 13  | Polonia Nysa3            | 30 | 10 | 1 | 19 | 40     | 75     | −35   | 31  |                             |                  |
| 14  | OKS Olesno (S)           | 30 | 8  | 5 | 17 | 54     | 59     | −5    | 29  | Spadek do klasy okręgowej   |                  |
| 15  | LZS Obrowiec2 (S)        | 30 | 4  | 1 | 25 | 35     | 100    | −65   | 13  | Spadek do klasy B           |                  |
| 16  | Zryw Wysoka1             | 30 | 5  | 3 | 22 | 28     | 78     | −50   | 18  | Drużyna wycofana            |                  |

## Grupa X (podkarpacka)

### Drużyny
| Uczestnicy poprzedniej edycji                                                                                 | Uczestnicy poprzedniej edycji | Uczestnicy poprzedniej edycji | Uczestnicy poprzedniej edycji |
| --- | ----------------------------- | ----------------------------- | ----------------------------- |
| POP | Polonia Przemyśl              | 3                             |                               |
| PIL | Rzemieślnik Pilzno            | 4                             |                               |
| KOL | Kolbuszowianka Kolbuszowa     | 5                             |                               |
| ROP | Błękitni Ropczyce             | 6                             |                               |
| LEŻ | Pogoń Leżajsk                 | 7                             |                               |
| JKS | JKS 1909 Jarosław             | 8                             |                               |
| MAL | Strumyk Malawa                | 9                             |                               |
| IGL | Igloopol Dębica               | 10                            |                               |
| ŻUR | Żurawianka Żurawica           | 11                            |                               |
| NIS | Sokół Nisko                   | 12                            |                               |
| Spadek z III ligi 2008/2009                                                                                   |                               |                               |                               |
| grupa VIII |                               |                               |                               |
| OPR | Orzeł Przeworsk               | 14                            |                               |
| Awans z klasy okręgowej 2008/2009                                                                             |                               |                               |                               |
| grupa Dębica                                                                                                  |                               |                               |                               |
| WWI | Wisłok Wiśniowa               | 21                            |                               |
| grupa Jarosław                                                                                                |                               |                               |                               |
| KAŃ | MKS Kańczuga                  | 1                             |                               |
| grupa Krosno                                                                                                  |                               |                               |                               |
| PAT | Partyzant Targowiska          | 1                             |                               |
| grupa Rzeszów                                                                                                 |                               |                               |                               |
| ZAC | KS Zaczernie                  | 1                             |                               |
| grupa Stalowa Wola                                                                                            |                               |                               |                               |
| TUR | LZS Turbia                    | 1                             |                               |
| Oznaczenia: - kolumna pierwsza – skróty nazw drużyn, - kolumna trzecia – miejsce zajęte w poprzednim sezonie. |                               |                               |                               |

Objaśnienia:
1. Dromader Chrząstów zrezygnował z awansu do IV ligi, w związku z czym awansował Wisłok Wiśniowa.

### Tabela
| Lp. | Drużyna                      | M  | Z  | R  | P  | Bramki | Bramki | Różn. | Pkt | Uwagi                       | Bezpośrednio |
| --- | ---------------------------- | -- | -- | -- | -- | ------ | ------ | ----- | --- | --------------------------- | ------------ |
| 1   | Partyzant Targowiska (M) (A) | 30 | 20 | 4  | 6  | 71     | 29     | +42   | 64  | Awans do III ligi           |              |
| 2   | Polonia Przemyśl (A)         | 30 | 20 | 2  | 8  | 49     | 22     | +27   | 62  | Awans do III ligi           |              |
| 3   | Orzeł Przeworsk              | 30 | 19 | 4  | 7  | 45     | 22     | +23   | 61  |                             |              |
| 4   | Żurawianka Żurawica          | 30 | 16 | 6  | 8  | 55     | 31     | +24   | 54  |                             |              |
| 5   | Pogoń Leżajsk                | 30 | 12 | 13 | 5  | 38     | 23     | +15   | 49  |                             |              |
| 6   | Kolbuszowianka Kolbuszowa    | 30 | 14 | 6  | 10 | 44     | 35     | +9    | 48  |                             |              |
| 7   | KS Zaczernie                 | 30 | 12 | 10 | 8  | 52     | 39     | +13   | 46  |                             |              |
| 8   | MKS Kańczuga                 | 30 | 11 | 8  | 11 | 35     | 45     | −10   | 41  | KAŃ - NIS 4:0 NIS - KAŃ 2:1 |              |
| 9   | Sokół Nisko                  | 30 | 12 | 5  | 13 | 46     | 46     | 0     | 41  | KAŃ - NIS 4:0 NIS - KAŃ 2:1 |              |
| 10  | Rzemieślnik Pilzno           | 30 | 11 | 5  | 14 | 45     | 47     | −2    | 38  | PIL - JKS 1:2 JKS - PIL 0:3 |              |
| 11  | JKS 1909 Jarosław            | 30 | 11 | 5  | 14 | 44     | 52     | −8    | 38  | PIL - JKS 1:2 JKS - PIL 0:3 |              |
| 12  | Strumyk Malawa               | 30 | 11 | 4  | 15 | 49     | 47     | +2    | 37  |                             |              |
| 13  | Błękitni Ropczyce (S)        | 30 | 10 | 6  | 14 | 43     | 56     | −13   | 36  | Spadek do klasy okręgowej   |              |
| 14  | Wisłok Wiśniowa (S)          | 30 | 6  | 6  | 18 | 38     | 75     | −37   | 24  | Spadek do klasy okręgowej   |              |
| 15  | Igloopol Dębica (S)          | 30 | 5  | 5  | 20 | 28     | 62     | −34   | 20  | Spadek do klasy okręgowej   |              |
| 16  | LZS Turbia (S)               | 30 | 4  | 3  | 23 | 28     | 79     | −51   | 15  | Spadek do klasy okręgowej   |              |

## Grupa XI (podlaska)

### Drużyny
| Uczestnicy poprzedniej edycji                                                                                 | Uczestnicy poprzedniej edycji | Uczestnicy poprzedniej edycji | Uczestnicy poprzedniej edycji |
| --- | ----------------------------- | ----------------------------- | ----------------------------- |
| HEB | Hetman Białystok              | 12                            |                               |
| WIS | Wissa Szczuczyn               | 4                             |                               |
| GGR | Gryf Gródek                   | 5                             |                               |
| PIB | Piast Białystok               | 6                             |                               |
| SEJ | Pomorzanka Sejny              | 7                             |                               |
| MIC | KS Michałowo                  | 8                             |                               |
| HAJ | Puszcza Hajnówka              | 9                             |                               |
| DĄB | Dąb Dąbrowa Białostocka       | 10                            |                               |
| SUR | Znicz Suraż                   | 11                            |                               |
| TYK | Hetman Tykocin                | 12                            |                               |
| KOL | Kolejarz Czeremcha            | 13                            |                               |
| Spadek z II ligi 2008/2009                                                                                    |                               |                               |                               |
| grupa wschodnia                                                                                               |                               |                               |                               |
| ŁOM | ŁKS Łomża                     | 141                           |                               |
| Spadek z III ligi 2008/2009                                                                                   |                               |                               |                               |
| grupa V |                               |                               |                               |
| CRS | Cresovia Siemiatycze          | 15                            |                               |
| AUG | Sparta Augustów               | 16                            |                               |
| Awans z klasy okręgowej 2008/2009                                                                             |                               |                               |                               |
| grupa podlaska                                                                                                |                               |                               |                               |
| ZAB | Rudnia Zabłudów               | 1                             |                               |
| WBI | Włókniarz Białystok           | 2                             |                               |
| Oznaczenia: - kolumna pierwsza – skróty nazw drużyn, - kolumna trzecia – miejsce zajęte w poprzednim sezonie. |                               |                               |                               |

Objaśnienia:
1. ŁKS Łomża po spadku z II ligi nie otrzymał licencji na grę w III lidze, w związku z czym spadł do IV ligi.
2. Hetman Białystok zrezygnował z awansu do III ligi.

### Tabela
| Lp. | Drużyna                         | M  | Z  | R  | P  | Bramki | Bramki | Różn. | Pkt | Uwagi                       | Bezpośrednio                |
| --- | ------------------------------- | -- | -- | -- | -- | ------ | ------ | ----- | --- | --------------------------- | --------------------------- |
| 1   | Dąb Dąbrowa Białostocka (M) (A) | 30 | 19 | 4  | 7  | 53     | 31     | +22   | 61  | Awans do III ligi           | DĄB - WIS 0:0 WIS - DĄB 0:2 |
| 2   | Wissa Szczuczyn (A)             | 30 | 17 | 10 | 3  | 68     | 24     | +44   | 61  | Awans do III ligi           | DĄB - WIS 0:0 WIS - DĄB 0:2 |
| 3   | ŁKS Łomża                       | 30 | 18 | 6  | 6  | 78     | 25     | +53   | 60  |                             | ŁOM - CRS 1:0 CRS - ŁOM 1:1 |
| 4   | Cresovia Siemiatycze            | 30 | 18 | 6  | 6  | 53     | 25     | +28   | 60  |                             | ŁOM - CRS 1:0 CRS - ŁOM 1:1 |
| 5   | KS Michałowo                    | 30 | 15 | 5  | 10 | 40     | 35     | +5    | 50  | MIC - HEB 0:1 HEB - MIC 1:5 |                             |
| 6   | Hetman Białystok                | 30 | 15 | 5  | 10 | 48     | 41     | +7    | 50  | MIC - HEB 0:1 HEB - MIC 1:5 |                             |
| 7   | Włókniarz Białystok             | 30 | 13 | 8  | 9  | 47     | 33     | +14   | 47  |                             |                             |
| 8   | Znicz Suraż                     | 30 | 14 | 4  | 12 | 51     | 45     | +6    | 46  |                             |                             |
| 9   | Piast Białystok                 | 30 | 13 | 4  | 13 | 47     | 40     | +7    | 43  |                             |                             |
| 10  | Rudnia Zabłudów                 | 30 | 11 | 7  | 12 | 32     | 46     | −14   | 40  | ZAB - TYK 2:0 TYK - ZAB 0:1 |                             |
| 11  | Hetman Tykocin                  | 30 | 12 | 4  | 14 | 48     | 50     | −2    | 40  | ZAB - TYK 2:0 TYK - ZAB 0:1 |                             |
| 12  | Sparta Augustów                 | 30 | 10 | 4  | 16 | 27     | 52     | −25   | 34  |                             |                             |
| 13  | Gryf Gródek                     | 30 | 8  | 4  | 18 | 44     | 63     | −19   | 28  |                             |                             |
| 14  | Pomorzanka Sejny (S)            | 30 | 7  | 6  | 17 | 49     | 75     | −26   | 27  | Spadek do klasy okręgowej   |                             |
| 15  | Kolejarz Czeremcha (S)          | 30 | 4  | 5  | 21 | 30     | 79     | −49   | 17  | Spadek do klasy okręgowej   |                             |
| 16  | Puszcza Hajnówka (S)            | 30 | 3  | 4  | 23 | 33     | 84     | −51   | 13  | Spadek do klasy okręgowej   |                             |

## Grupa XII (pomorska)

### Drużyny
| Uczestnicy poprzedniej edycji                                                                                 | Uczestnicy poprzedniej edycji | Uczestnicy poprzedniej edycji | Uczestnicy poprzedniej edycji |
| --- | ----------------------------- | ----------------------------- | ----------------------------- |
| LG2 | Lechia II Gdańsk              | 3                             |                               |
| OTW | Orzeł Trąbki Wielkie          | 4                             |                               |
| HRG | Huragan Przodkowo             | 5                             |                               |
| DZI | Powiśle Dzierzgoń             | 6                             |                               |
| MAL | Pomezania Malbork             | 7                             |                               |
| GRT | Gryf 2009 Tczew               | 94                            |                               |
| CPG | Czarni Pruszcz Gdański        | 111                           |                               |
| KOD | Koral Dębnica                 | 132                           |                               |
| Spadek z III ligi 2008/2009                                                                                   |                               |                               |                               |
| grupa I |                               |                               |                               |
| ROD | Rodło Kwidzyn                 | 14                            |                               |
| RED | Orlęta Reda                   | 15                            |                               |
| SZT | Olimpia Sztum                 | 16                            |                               |
| Awans z klasy okręgowej 2008/2009                                                                             |                               |                               |                               |
| grupa Gdańsk I                                                                                                |                               |                               |                               |
| WSK | Wietcisa Skarszewy            | 1                             |                               |
| grupa Gdańsk II                                                                                               |                               |                               |                               |
| PEL | Wierzyca Pelplin              | 1                             |                               |
| NDG | Żuławy Nowy Dwór Gdański      | 23                            |                               |
| grupa Słupsk                                                                                                  |                               |                               |                               |
| PPO | Pomorze Potęgowo              | 1                             |                               |
| CCZ | Czarni Czarne                 | 21                            |                               |
| Oznaczenia: - kolumna pierwsza – skróty nazw drużyn, - kolumna trzecia – miejsce zajęte w poprzednim sezonie. |                               |                               |                               |

Objaśnienia:
1. Czarni Czarne wygrał baraże o awans do IV ligi z Czarnymi Pruszcz Gdański. Przegrany tego barażu uzyskał jednak prawo do gry w IV lidze, co było spowodowane wycofaniem się Startu Mrzezino z rozgrywek IV ligi po zakończeniu poprzedniego sezonu.
2. Koral Dębnica wygrał baraże o utrzymanie w IV lidze z Polonią Gdańsk.
3. Żuławy Nowy Dwór Gdański wygrał baraże o awans do IV ligi z Pogonią Lębork.
4. Wisła Tczew połączyła się z TKP Tczew, który spadł z IV ligi po zakończeniu poprzedniego sezonu, w wyniku czego powstał Gryf 2009 Tczew.

### Tabela
| Lp. | Drużyna                    | M  | Z  | R  | P  | Bramki | Bramki | Różn. | Pkt | Uwagi                                                          | Bezpośrednio                |
| --- | -------------------------- | -- | -- | -- | -- | ------ | ------ | ----- | --- | -------------------------------------------------------------- | --------------------------- |
| 1   | Lechia II Gdańsk (M) (A)   | 30 | 17 | 9  | 4  | 63     | 19     | +44   | 60  | Awans do III ligi                                              | LG2 - RED 0:0 RED - LG2 0:0 |
| 2   | Orlęta Reda (A)            | 30 | 18 | 6  | 6  | 58     | 31     | +27   | 60  | Awans do III ligi                                              | LG2 - RED 0:0 RED - LG2 0:0 |
| 3   | Gryf 2009 Tczew            | 30 | 18 | 4  | 8  | 61     | 41     | +20   | 58  |                                                                |                             |
| 4   | Wierzyca Pelplin           | 30 | 15 | 5  | 10 | 78     | 56     | +22   | 50  |                                                                |                             |
| 5   | Pomezania Malbork          | 30 | 12 | 12 | 6  | 43     | 30     | +13   | 48  |                                                                |                             |
| 6   | Huragan Przodkowo          | 30 | 12 | 11 | 7  | 47     | 30     | +17   | 47  |                                                                |                             |
| 7   | Pomorze Potęgowo           | 30 | 13 | 5  | 12 | 55     | 48     | +7    | 44  |                                                                |                             |
| 8   | Olimpia Sztum              | 30 | 11 | 10 | 9  | 35     | 59     | −24   | 43  |                                                                |                             |
| 9   | Powiśle Dzierzgoń          | 30 | 10 | 12 | 8  | 45     | 41     | +4    | 42  |                                                                |                             |
| 10  | Wietcisa Skarszewy         | 30 | 11 | 4  | 15 | 39     | 58     | −19   | 37  | WSK: 8 pkt, różn. +4 KOD: 5 pkt, różn. +1 LIM: 2 pkt, różn. -5 |                             |
| 11  | Koral Dębnica              | 30 | 10 | 7  | 13 | 43     | 61     | −18   | 37  | WSK: 8 pkt, różn. +4 KOD: 5 pkt, różn. +1 LIM: 2 pkt, różn. -5 |                             |
| 12  | Żuławy Nowy Dwór Gdański   | 30 | 11 | 4  | 15 | 32     | 44     | −12   | 37  | WSK: 8 pkt, różn. +4 KOD: 5 pkt, różn. +1 LIM: 2 pkt, różn. -5 |                             |
| 13  | Czarni Czarne (S)          | 30 | 8  | 6  | 16 | 35     | 40     | −5    | 30  | Spadek do klasy okręgowej                                      |                             |
| 14  | Orzeł Trąbki Wielkie (S)   | 30 | 7  | 6  | 17 | 32     | 60     | −28   | 27  | Spadek do klasy okręgowej                                      |                             |
| 15  | Rodło Kwidzyn (S)          | 30 | 7  | 4  | 19 | 28     | 48     | −20   | 25  | Spadek do klasy okręgowej                                      |                             |
| 16  | Czarni Pruszcz Gdański (S) | 30 | 5  | 5  | 20 | 34     | 82     | −48   | 20  | Spadek do klasy okręgowej                                      |                             |

## Grupa XIII (śląska I)

### Drużyny
| Uczestnicy poprzedniej edycji                                                                                 | Uczestnicy poprzedniej edycji | Uczestnicy poprzedniej edycji | Uczestnicy poprzedniej edycji |
| --- | ----------------------------- | ----------------------------- | ----------------------------- |
| CZĘ | KS Częstochowa                | 2                             |                               |
| ŻAR | Zieloni Żarki                 | 3                             |                               |
| WES | Górnik Wesoła                 | 4                             |                               |
| SRM | Sarmacja Będzin               | 5                             |                               |
| SRŚ | Slavia Ruda Śląska            | 6                             |                               |
| DGÓ | Zagłębiak Dąbrowa Górnicza    | 7                             |                               |
| MKG | MK Górnik Katowice            | 81                            |                               |
| OTR | Olimpia Truskolasy            | 9                             |                               |
| VIC | Victoria Jaworzno             | 10                            |                               |
| GMY | Górnik 09 Mysłowice           | 11                            |                               |
| WCH | Wyzwolenie Chorzów            | 12                            |                               |
| MYS | MKS Myszków                   | 13                            |                               |
| ŁAB | ŁTS Łabędy                    | 14                            |                               |
| Awans z klasy okręgowej 2008/2009                                                                             |                               |                               |                               |
| grupa Częstochowa                                                                                             |                               |                               |                               |
| SKC | Skra Częstochowa              | 1                             |                               |
| grupa Katowice II                                                                                             |                               |                               |                               |
| CZS | Czarni Sosnowiec              | 1                             |                               |
| grupa Katowice IV                                                                                             |                               |                               |                               |
| CIO | Przyszłość Ciochowice         | 1                             |                               |
| Oznaczenia: - kolumna pierwsza – skróty nazw drużyn, - kolumna trzecia – miejsce zajęte w poprzednim sezonie. |                               |                               |                               |

Objaśnienia:
1. MK Górnik Katowice wycofał się po rundzie jesiennej.

### Tabela
| Lp. | Drużyna                    | M  | Z  | R  | P  | Bramki | Bramki | Różn. | Pkt | Uwagi                       | Bezpośrednio                |
| --- | -------------------------- | -- | -- | -- | -- | ------ | ------ | ----- | --- | --------------------------- | --------------------------- |
| 1   | MKS Myszków (M) (A)        | 30 | 22 | 6  | 2  | 79     | 26     | +53   | 72  | Awans do III ligi           |                             |
| 2   | Sarmacja Będzin            | 30 | 19 | 5  | 6  | 68     | 33     | +35   | 62  |                             | SRM - SKC 1:0 SKC - SRM 2:1 |
| 3   | Skra Częstochowa           | 30 | 19 | 5  | 6  | 74     | 35     | +39   | 62  |                             | SRM - SKC 1:0 SKC - SRM 2:1 |
| 4   | Victoria Jaworzno          | 30 | 15 | 10 | 5  | 61     | 33     | +28   | 55  |                             |                             |
| 5   | Wyzwolenie Chorzów         | 30 | 13 | 8  | 9  | 52     | 31     | +21   | 47  |                             |                             |
| 6   | Górnik 09 Mysłowice        | 30 | 13 | 6  | 11 | 55     | 56     | −1    | 45  | GMY - CIO 3:0 CIO - GMY 0:2 |                             |
| 7   | Przyszłość Ciochowice      | 30 | 13 | 6  | 11 | 42     | 39     | +3    | 45  | GMY - CIO 3:0 CIO - GMY 0:2 |                             |
| 8   | Slavia Ruda Śląska         | 30 | 11 | 8  | 11 | 54     | 64     | −10   | 41  |                             |                             |
| 9   | Olimpia Truskolasy         | 30 | 11 | 6  | 13 | 55     | 52     | +3    | 39  |                             |                             |
| 10  | Czarni Sosnowiec           | 30 | 10 | 8  | 12 | 44     | 48     | −4    | 38  |                             |                             |
| 11  | Zagłębiak Dąbrowa Górnicza | 30 | 11 | 4  | 15 | 52     | 76     | −24   | 37  |                             |                             |
| 12  | KS Częstochowa             | 30 | 9  | 8  | 13 | 45     | 46     | −1    | 35  |                             |                             |
| 13  | Górnik Wesoła              | 30 | 9  | 7  | 14 | 37     | 53     | −16   | 34  |                             |                             |
| 14  | Zieloni Żarki (B)          | 30 | 6  | 8  | 16 | 45     | 68     | −23   | 26  | Baraże o utrzymanie         |                             |
| 15  | ŁTS Łabędy (S)             | 30 | 5  | 3  | 22 | 39     | 85     | −46   | 18  | Spadek do klasy okręgowej   |                             |
| 16  | MK Górnik Katowice1        | 30 | 2  | 6  | 22 | 13     | 70     | −57   | 12  | Drużyna wycofana            |                             |

### Baraże o utrzymanie
W barażach o utrzymanie miały brać udział drużyny z miejsca 14. obu grup śląskich. Pierwotnie była to para Zieloni Żarki – Górnik Pszów, jednak po zmianach w tabeli grupy II, Górnika Pszów zastąpił AKS Mikołów. Ostatecznie jednak baraż został odwołany i obie drużyny utrzymały się w IV lidze.

## Grupa XIV (śląska II)

### Drużyny
| Uczestnicy poprzedniej edycji                                                                                 | Uczestnicy poprzedniej edycji | Uczestnicy poprzedniej edycji | Uczestnicy poprzedniej edycji |
| --- | ----------------------------- | ----------------------------- | ----------------------------- |
| grupa śląska II                                                                                               |                               |                               |                               |
| ROG | Przyszłość Rogów              | 2                             |                               |
| PŁG | Polonia Łaziska Górne         | 3                             |                               |
| MKL | Polonia Marklowice            | 4                             |                               |
| ORN | Gwarek Ornontowice            | 5                             |                               |
| POR | Zapora Porąbka                | 6                             |                               |
| CON | Concordia Knurów              | 8                             |                               |
| BOJ | GTS Bojszowy                  | 9                             |                               |
| CZN | LKS Czaniec                   | 10                            |                               |
| UNR | Unia Racibórz                 | 11                            |                               |
| REK | Rekord Bielsko-Biała          | 12                            |                               |
| GRŚ | Grunwald Ruda Śląska          | 13                            |                               |
| GPS | Górnik Pszów                  | 14                            |                               |
| grupa śląska I                                                                                                |                               |                               |                               |
| RĘD | Unia Rędziny                  | 151                           |                               |
| Awans z klasy okręgowej 2008/2009                                                                             |                               |                               |                               |
| grupa Bielsko-Biała                                                                                           |                               |                               |                               |
| MRK | MRKS Czechowice-Dziedzice     | 1                             |                               |
| grupa Katowice I                                                                                              |                               |                               |                               |
| MIK | AKS Mikołów                   | 1                             |                               |
| grupa Katowice III                                                                                            |                               |                               |                               |
| ŻOR | KS Żory                       | 1                             |                               |
| Oznaczenia: - kolumna pierwsza – skróty nazw drużyn, - kolumna trzecia – miejsce zajęte w poprzednim sezonie. |                               |                               |                               |

Objaśnienia:
1. GKS II Jastrzębie wycofał się po zakończeniu poprzedniego sezonu, w związku z czym zorganizowano baraże uzupełniające, które wygrała Unia Rędziny.

### Tabela
| Lp. | Drużyna                       | M  | Z  | R  | P  | Bramki | Bramki | Różn. | Pkt | Uwagi                             | Bezpośrednio                |
| --- | ----------------------------- | -- | -- | -- | -- | ------ | ------ | ----- | --- | --------------------------------- | --------------------------- |
| 1   | Polonia Łaziska Górne (M) (A) | 30 | 21 | 6  | 3  | 60     | 16     | +44   | 69  | Awans do III ligi                 |                             |
| 2   | Gwarek Ornontowice1           | 30 | 17 | 6  | 7  | 48     | 30     | +18   | 57  |                                   |                             |
| 3   | MRKS Czechowice-Dziedzice     | 30 | 18 | 2  | 10 | 61     | 40     | +21   | 56  |                                   |                             |
| 4   | Przyszłość Rogów              | 30 | 15 | 6  | 9  | 51     | 29     | +22   | 51  | ROG - CZN 3:1 CZN - ROG 0:1       |                             |
| 5   | LKS Czaniec                   | 30 | 15 | 6  | 9  | 49     | 31     | +18   | 51  | ROG - CZN 3:1 CZN - ROG 0:1       |                             |
| 6   | Zapora Porąbka                | 30 | 14 | 5  | 11 | 41     | 39     | +2    | 47  |                                   |                             |
| 7   | Unia Rędziny                  | 30 | 13 | 7  | 10 | 54     | 42     | +12   | 46  | Przeniesienie do grupy śląskiej I | RĘD - REK 2:0 REK - RĘD 4:2 |
| 8   | Rekord Bielsko-Biała          | 30 | 13 | 7  | 10 | 50     | 35     | +15   | 46  |                                   | RĘD - REK 2:0 REK - RĘD 4:2 |
| 9   | Grunwald Ruda Śląska          | 30 | 10 | 7  | 13 | 37     | 51     | −14   | 37  |                                   |                             |
| 10  | KS Żory                       | 30 | 10 | 6  | 14 | 31     | 50     | −19   | 36  |                                   |                             |
| 11  | Polonia Marklowice            | 30 | 9  | 5  | 16 | 43     | 48     | −5    | 32  | MKL - UNR 3:2 UNR - MKL 0:0       |                             |
| 12  | Unia Racibórz1                | 30 | 9  | 5  | 16 | 46     | 65     | −19   | 32  | MKL - UNR 3:2 UNR - MKL 0:0       |                             |
| 13  | GTS Bojszowy                  | 30 | 9  | 4  | 17 | 37     | 48     | −11   | 31  |                                   |                             |
| 14  | AKS Mikołów1 (B)              | 30 | 7  | 9  | 14 | 28     | 45     | −17   | 30  | Baraże o utrzymanie               |                             |
| 15  | Górnik Pszów1 (S)             | 30 | 6  | 11 | 13 | 40     | 54     | −14   | 29  | Spadek do klasy okręgowej         |                             |
| 16  | Concordia Knurów (S)          | 30 | 5  | 6  | 19 | 26     | 79     | −53   | 21  | Spadek do klasy okręgowej         |                             |

### Baraże o utrzymanie
W barażach o utrzymanie miały brać udział drużyny z miejsca 14. obu grup śląskich. Pierwotnie była to para Zieloni Żarki – Górnik Pszów, jednak po zmianach w tabeli grupy II, Górnika Pszów zastąpił AKS Mikołów. Ostatecznie jednak baraż został odwołany i obie drużyny utrzymały się w IV lidze.

## Grupa XV (świętokrzyska)

### Drużyny
| Uczestnicy poprzedniej edycji                                                                                 | Uczestnicy poprzedniej edycji   | Uczestnicy poprzedniej edycji | Uczestnicy poprzedniej edycji |
| --- | ------------------------------- | ----------------------------- | ----------------------------- |
| DWI | Sparta Dwikozy                  | 3                             |                               |
| ORK | Orlęta Kielce                   | 4                             |                               |
| SKW | Sparta Kazimierza Wielka        | 5                             |                               |
| HEK | HEKO Czermno                    | 61                            |                               |
| PRA | Partyzant Radoszyce             | 7                             |                               |
| ALO | Alit Ożarów                     | 8                             |                               |
| DAL | Spartakus Razem Daleszyce       | 9                             |                               |
| KS2 | KSZO II Ostrowiec Świętokrzyski | 10                            |                               |
| PIA | Piaskowianka Piaski             | 11                            |                               |
| ŁYS | Łysica Bodzentyn                | 12                            |                               |
| WSA | Wisła Sandomierz                | 13                            |                               |
| Spadek z III ligi 2008/2009                                                                                   |                                 |                               |                               |
| grupa VII |                                 |                               |                               |
| PST | Pogoń 1945 Staszów              | 14                            |                               |
| GSK | Granat Skarżysko-Kamienna       | 15                            |                               |
| NKO | Neptun Końskie                  | 16                            |                               |
| Awans z klasy okręgowej 2008/2009                                                                             |                                 |                               |                               |
| grupa świętokrzyska                                                                                           |                                 |                               |                               |
| STĄ | MKS Stąporków                   | 1                             |                               |
| ŁAG | ŁKS Łagów                       | 2                             |                               |
| Oznaczenia: - kolumna pierwsza – skróty nazw drużyn, - kolumna trzecia – miejsce zajęte w poprzednim sezonie. |                                 |                               |                               |

Objaśnienia:
1. HEKO Czermno wycofało się po rundzie jesiennej.

### Tabela
| Lp. | Drużyna                         | M  | Z  | R | P  | Bramki | Bramki | Różn. | Pkt | Uwagi                       | Bezpośrednio                |
| --- | ------------------------------- | -- | -- | - | -- | ------ | ------ | ----- | --- | --------------------------- | --------------------------- |
| 1   | MKS Stąporków (M) (A)           | 30 | 18 | 4 | 8  | 71     | 39     | +32   | 58  | Awans do III ligi           | STĄ - ORK 2:0 ORK - STĄ 2:1 |
| 2   | Orlęta Kielce (A)               | 30 | 18 | 4 | 8  | 59     | 40     | +19   | 58  | Awans do III ligi           | STĄ - ORK 2:0 ORK - STĄ 2:1 |
| 3   | Pogoń 1945 Staszów              | 30 | 18 | 3 | 9  | 64     | 37     | +27   | 57  |                             | PST - KS2 4:1 KS2 - PST 1:3 |
| 4   | KSZO II Ostrowiec Świętokrzyski | 30 | 17 | 6 | 7  | 65     | 40     | +25   | 57  |                             | PST - KS2 4:1 KS2 - PST 1:3 |
| 5   | Alit Ożarów                     | 30 | 15 | 6 | 9  | 47     | 31     | +16   | 51  |                             |                             |
| 6   | Wisła Sandomierz                | 30 | 14 | 8 | 8  | 50     | 34     | +16   | 50  |                             |                             |
| 7   | Łysica Bodzentyn                | 30 | 13 | 9 | 8  | 50     | 35     | +15   | 48  |                             |                             |
| 8   | Granat Skarżysko-Kamienna       | 30 | 13 | 7 | 10 | 44     | 36     | +8    | 46  |                             |                             |
| 9   | ŁKS Łagów                       | 30 | 13 | 4 | 13 | 58     | 51     | +7    | 43  | ŁAG - SKW 0:0 SKW - ŁAG 0:2 |                             |
| 10  | Sparta Kazimierza Wielka        | 30 | 13 | 4 | 13 | 57     | 50     | +7    | 43  | ŁAG - SKW 0:0 SKW - ŁAG 0:2 |                             |
| 11  | Partyzant Radoszyce             | 30 | 10 | 7 | 13 | 41     | 44     | −3    | 37  |                             |                             |
| 12  | Spartakus Razem Daleszyce       | 30 | 9  | 6 | 15 | 36     | 49     | −13   | 33  |                             |                             |
| 13  | Piaskowianka Piaski             | 30 | 9  | 4 | 17 | 36     | 53     | −17   | 31  |                             |                             |
| 14  | Neptun Końskie                  | 30 | 8  | 2 | 20 | 33     | 80     | −47   | 26  |                             |                             |
| 15  | Sparta Dwikozy (S)              | 30 | 5  | 0 | 25 | 21     | 83     | −62   | 15  | Spadek do klasy okręgowej   |                             |
| 16  | HEKO Czermno1                   | 30 | 9  | 2 | 19 | 29     | 59     | −30   | 29  | Drużyna wycofana            |                             |

## Grupa XVI (warmińsko-mazurska)

### Drużyny
| Uczestnicy poprzedniej edycji                                                                                 | Uczestnicy poprzedniej edycji | Uczestnicy poprzedniej edycji | Uczestnicy poprzedniej edycji |
| --- | ----------------------------- | ----------------------------- | ----------------------------- |
| ZAT | Zatoka Braniewo               | 3                             |                               |
| SOS | Sokół Ostróda                 | 4                             |                               |
| KOR | MKS Korsze                    | 5                             |                               |
| BPS | Błękitni Pasym                | 6                             |                               |
| KĘT | Granica Kętrzyn               | 7                             |                               |
| BIS | Tęcza Biskupiec               | 8                             |                               |
| WIK | GKS Wikielec                  | 9                             |                               |
| ELB | Olimpia 2004 Elbląg           | 10                            |                               |
| PŁE | Płomień Ełk                   | 11                            |                               |
| MSZ | MKS Szczytno                  | 12                            |                               |
| PAS | Polonia Pasłęk                | 13                            |                               |
| ROM | Rominta Gołdap                | 14                            |                               |
| STN | Start Nidzica                 | 15                            |                               |
| ZKU | Zamek Kurzętnik               | 16                            |                               |
| Awans z klasy okręgowej 2008/2009                                                                             |                               |                               |                               |
| grupa warmińsko-mazurska I                                                                                    |                               |                               |                               |
| PIS | Pisa Barczewo                 | 1                             |                               |
| grupa warmińsko-mazurska II                                                                                   |                               |                               |                               |
| ORN | Błękitni Orneta               | 1                             |                               |
| Oznaczenia: - kolumna pierwsza – skróty nazw drużyn, - kolumna trzecia – miejsce zajęte w poprzednim sezonie. |                               |                               |                               |

### Tabela
| Lp. | Drużyna                 | M  | Z  | R  | P  | Bramki | Bramki | Różn. | Pkt | Uwagi                       | Bezpośrednio |
| --- | ----------------------- | -- | -- | -- | -- | ------ | ------ | ----- | --- | --------------------------- | ------------ |
| 1   | Zatoka Braniewo (M) (A) | 30 | 20 | 2  | 8  | 80     | 38     | +42   | 62  | Awans do III ligi           |              |
| 2   | MKS Korsze (A)          | 30 | 18 | 4  | 8  | 66     | 41     | +25   | 58  | Awans do III ligi           |              |
| 3   | Płomień Ełk             | 30 | 16 | 7  | 7  | 69     | 40     | +29   | 55  |                             |              |
| 4   | Olimpia 2004 Elbląg     | 30 | 16 | 6  | 8  | 51     | 38     | +13   | 54  |                             |              |
| 5   | Granica Kętrzyn         | 30 | 14 | 8  | 8  | 50     | 38     | +12   | 50  |                             |              |
| 6   | GKS Wikielec            | 30 | 12 | 11 | 7  | 40     | 35     | +5    | 47  |                             |              |
| 7   | Błękitni Pasym          | 30 | 14 | 4  | 12 | 45     | 39     | +6    | 46  | PAS - SOS 0:1 SOS - PAS 0:2 |              |
| 8   | Sokół Ostróda           | 30 | 13 | 7  | 10 | 46     | 41     | +5    | 46  | PAS - SOS 0:1 SOS - PAS 0:2 |              |
| 9   | Rominta Gołdap          | 30 | 13 | 6  | 11 | 55     | 41     | +14   | 45  |                             |              |
| 10  | Start Nidzica           | 30 | 12 | 8  | 10 | 51     | 37     | +14   | 44  |                             |              |
| 11  | Błękitni Orneta         | 30 | 8  | 6  | 16 | 58     | 77     | −19   | 30  | ORN - PIS 5:0 PIS - ORN 4:2 |              |
| 12  | Pisa Barczewo           | 30 | 8  | 6  | 16 | 31     | 49     | −18   | 30  | ORN - PIS 5:0 PIS - ORN 4:2 |              |
| 13  | Polonia Pasłęk          | 30 | 8  | 3  | 19 | 45     | 86     | −41   | 27  |                             |              |
| 14  | Zamek Kurzętnik         | 30 | 5  | 11 | 14 | 31     | 54     | −23   | 26  |                             |              |
| 15  | Tęcza Biskupiec         | 30 | 6  | 7  | 17 | 41     | 73     | −32   | 25  |                             |              |
| 16  | MKS Szczytno            | 30 | 6  | 6  | 18 | 33     | 63     | −30   | 24  |                             |              |

## Grupa XVII (wielkopolska południe)

### Drużyny
| Uczestnicy poprzedniej edycji                                                                                 | Uczestnicy poprzedniej edycji   | Uczestnicy poprzedniej edycji | Uczestnicy poprzedniej edycji |
| --- | ------------------------------- | ----------------------------- | ----------------------------- |
| KLE | Sokół Kleczew                   | 2                             |                               |
| PKO | Płomyk Koźminiec                | 3                             |                               |
| KOB | Piast Kobylin                   | 4                             |                               |
| SŁU | SKP Słupca                      | 5                             |                               |
| KOŹ | Biały Orzeł Koźmin Wielkopolski | 6                             |                               |
| KKR | Krobianka Krobia                | 7                             |                               |
| GOŁ | LKS Gołuchów                    | 8                             |                               |
| OKŁ | Olimpia Koło                    | 9                             |                               |
| PIA | Korona Piaski                   | 10                            |                               |
| PĘP | Dąbroczanka Pępowo              | 111                           |                               |
| WRZ | Victoria Września               | 122                           |                               |
| DĄB | Zryw Dąbie                      | 133                           |                               |
| Spadek z III ligi 2008/2009                                                                                   |                                 |                               |                               |
| grupa II |                                 |                               |                               |
| LCZ | LKS Czarnylas                   | 16                            |                               |
| Awans z klasy okręgowej 2008/2009                                                                             |                                 |                               |                               |
| grupa Kalisz                                                                                                  |                                 |                               |                               |
| PLE | Stal Pleszew                    | 1                             |                               |
| grupa Konin                                                                                                   |                                 |                               |                               |
| ZZA | ZKS Zagórów                     | 1                             |                               |
| grupa Leszno                                                                                                  |                                 |                               |                               |
| KOŚ | Obra Kościan                    | 1                             |                               |
| Oznaczenia: - kolumna pierwsza – skróty nazw drużyn, - kolumna trzecia – miejsce zajęte w poprzednim sezonie. |                                 |                               |                               |

Objaśnienia:
1. Dąbroczanka Pępowo wygrała baraże o utrzymanie w IV lidze z Orkanem Chorzemin.
2. Victoria Września wygrała baraże o utrzymanie w IV lidze z Ostrovią 1909 Ostrów Wielkopolski.
3. Zryw Dąbie wygrał baraże o utrzymanie w IV lidze ze Spartą Konin.

### Tabela
| Lp. | Drużyna                         | M  | Z  | R  | P  | Bramki | Bramki | Różn. | Pkt | Uwagi                       | Bezpośrednio        |
| --- | ------------------------------- | -- | -- | -- | -- | ------ | ------ | ----- | --- | --------------------------- | ------------------- |
| 1   | Piast Kobylin (M) (A)           | 30 | 17 | 11 | 2  | 70     | 21     | +49   | 62  | Awans do III ligi           |                     |
| 2   | Płomyk Koźminiec                | 30 | 17 | 8  | 5  | 63     | 41     | +22   | 59  |                             |                     |
| 3   | Stal Pleszew                    | 30 | 16 | 7  | 7  | 70     | 42     | +28   | 55  | PLE - KLE 2:1 KLE - PLE 3:3 |                     |
| 4   | Sokół Kleczew                   | 30 | 15 | 10 | 5  | 61     | 30     | +31   | 55  | PLE - KLE 2:1 KLE - PLE 3:3 |                     |
| 5   | Victoria Września               | 30 | 13 | 8  | 9  | 51     | 39     | +12   | 47  |                             |                     |
| 6   | Korona Piaski                   | 30 | 11 | 12 | 7  | 56     | 35     | +21   | 45  |                             |                     |
| 7   | Dąbroczanka Pępowo              | 30 | 12 | 8  | 10 | 43     | 38     | +5    | 44  |                             |                     |
| 8   | Olimpia Koło                    | 30 | 10 | 12 | 8  | 40     | 32     | +8    | 42  |                             |                     |
| 9   | SKP Słupca                      | 30 | 11 | 8  | 11 | 45     | 42     | +3    | 41  |                             |                     |
| 10  | Biały Orzeł Koźmin Wielkopolski | 30 | 10 | 9  | 11 | 40     | 46     | −6    | 39  |                             |                     |
| 11  | Zryw Dąbie                      | 30 | 9  | 10 | 11 | 48     | 47     | +1    | 37  | DĄB - KOŚ 2:3 KOŚ - DĄB 0:5 |                     |
| 12  | Obra Kościan (B)                | 30 | 10 | 7  | 13 | 44     | 55     | −11   | 37  | DĄB - KOŚ 2:3 KOŚ - DĄB 0:5 | Baraże o utrzymanie |
| 13  | LKS Gołuchów (B)                | 30 | 6  | 12 | 12 | 37     | 41     | −4    | 30  |                             | Baraże o utrzymanie |
| 14  | Krobianka Krobia (B)            | 30 | 7  | 7  | 16 | 34     | 57     | −23   | 28  |                             | Baraże o utrzymanie |
| 15  | LKS Czarnylas1 (S)              | 30 | 6  | 6  | 18 | 27     | 66     | −39   | 24  | Spadek do klasy A           |                     |
| 16  | ZKS Zagórów (S)                 | 30 | 1  | 3  | 26 | 26     | 123    | −97   | 6   | Spadek do klasy okręgowej   |                     |

### Baraże o utrzymanie
W barażach o utrzymanie brały udział drużyny z miejsc 12-14 obu grup wielkopolskich oraz wicemistrzowie 6 grup klasy okręgowej na terenie województwa wielkopolskiego. Zwycięzcy otrzymywali prawo do gry w IV lidze w następnym sezonie. 
| 13 czerwca 2010 | Znicz Władysławów | 1:0 | LKS Gołuchów |  |
| 14:00           | ?'?               |     |              |  |

| 16 czerwca 2010 | LKS Gołuchów          | 4:0 | Znicz Władysławów |  |
| 18:00           | ?'? · ?'? · ?'? · ?'? |     |                   |  |

Zwycięzca: LKS Gołuchów
| 13 czerwca 2010 | Grom Wolsztyn | 1:0 | Obra Kościan |  |
| 17:00           | ?'?           |     |              |  |

| 16 czerwca 2010 | Obra Kościan    | 3:1 | Grom Wolsztyn |  |
| 18:00           | ?'? · ?'? · ?'? |     | ?'?           |  |

Zwycięzca: Obra Kościan
| 13 czerwca 2010 | Victoria Ostrzeszów | 2:2 | Krobianka Krobia |  |
| 17:00           | ?'? · ?'?           |     | ?'? · ?'?        |  |

| 16 czerwca 2010 | Krobianka Krobia | 0:2 | Victoria Ostrzeszów |  |
| 18:00           |                  |     | ?'? · ?'?           |  |

Zwycięzca: Victoria Ostrzeszów

## Grupa XVIII (wielkopolska północ)

### Drużyny
| Uczestnicy poprzedniej edycji                                                                                 | Uczestnicy poprzedniej edycji    | Uczestnicy poprzedniej edycji | Uczestnicy poprzedniej edycji |
| --- | -------------------------------- | ----------------------------- | ----------------------------- |
| SOK | Sokół Pniewy                     | 2                             |                               |
| T98 | TS 1998 Dopiewo                  | 3                             |                               |
| MAR | Leśnik Margonin                  | 4                             |                               |
| DSK | Dyskobolia Grodzisk Wielkopolski | 5                             |                               |
| LUO | Luboński FC                      | 6                             |                               |
| TRZ | Zjednoczeni Trzemeszno           | 7                             |                               |
| DAM | Sokół Damasławek                 | 8                             |                               |
| SZA | Sparta Szamotuły                 | 9                             |                               |
| SOR | Sokół Rakoniewice                | 10                            |                               |
| CWR | Czarni Wróblewo                  | 114                           |                               |
| GRP | Grom Plewiska                    | 121                           |                               |
| MIĘ | Warta Międzychód                 | 132                           |                               |
| Awans z klasy okręgowej 2008/2009                                                                             |                                  |                               |                               |
| grupa Piła |                                  |                               |                               |
| ZŁO | Sparta Złotów                    | 1                             |                               |
| grupa Poznań wschód                                                                                           |                                  |                               |                               |
| ŚRW | Polonia Środa Wielkopolska       | 1                             |                               |
| LKO | 1922 Lechia Kostrzyn             | 23                            |                               |
| grupa Poznań zachód                                                                                           |                                  |                               |                               |
| LWÓ | Pogoń Lwówek                     | 1                             |                               |
| Oznaczenia: - kolumna pierwsza – skróty nazw drużyn, - kolumna trzecia – miejsce zajęte w poprzednim sezonie. |                                  |                               |                               |

Objaśnienia:
1. Grom Plewiska wygrał baraże o utrzymanie w IV lidze z Wełną Skoki.
2. Warta Międzychód wygrała baraże o utrzymanie w IV lidze z Tarnovią Tarnowo Podgórne.
3. 1922 Lechia Kostrzyn wygrała baraże o awans do IV ligi z Czarnymi Wróblewo.
4. W związku z dodatkowym utrzymaniem Mieszka Gniezno w III lidze, zorganizowano baraż uzupełniający o pozostałe miejsce w IV lidze. Wzięły w nim udział drużyny, które przegrały swoje baraże o miejsce w IV lidze, gr. wielkopolskiej północ oraz najwyżej sklasyfikowany spadkowicz z IV ligi, który nie brał udziału w barażach. Ostatecznie baraże te wygrali Czarni Wróblewo, którzy utrzymali się mimo porażki w pierwotnych barażach z 1922 Lechią Kostrzyn.

### Tabela
| Lp. | Drużyna                              | M  | Z  | R  | P  | Bramki | Bramki | Różn. | Pkt | Uwagi                       | Bezpośrednio              |
| --- | ------------------------------------ | -- | -- | -- | -- | ------ | ------ | ----- | --- | --------------------------- | ------------------------- |
| 1   | TS 1998 Dopiewo (M) (A)              | 30 | 22 | 6  | 2  | 64     | 14     | +50   | 72  | Awans do III ligi           |                           |
| 2   | Polonia Środa Wielkopolska           | 30 | 20 | 3  | 7  | 70     | 23     | +47   | 63  |                             |                           |
| 3   | 1922 Lechia Kostrzyn                 | 30 | 16 | 8  | 6  | 54     | 36     | +18   | 56  |                             |                           |
| 4   | Grom Plewiska                        | 30 | 14 | 9  | 7  | 43     | 24     | +19   | 51  |                             |                           |
| 5   | Leśnik Margonin                      | 30 | 14 | 5  | 11 | 68     | 40     | +28   | 47  | MAR - LUO 1:1 LUO - MAR 0:1 |                           |
| 6   | Luboński FC                          | 30 | 14 | 5  | 11 | 49     | 44     | +5    | 47  | MAR - LUO 1:1 LUO - MAR 0:1 |                           |
| 7   | Sparta Szamotuły                     | 30 | 13 | 6  | 11 | 52     | 44     | +8    | 45  | SZA - CWR 1:0 CWR - SZA 2:1 |                           |
| 8   | Czarni Wróblewo                      | 30 | 13 | 6  | 11 | 47     | 47     | 0     | 45  | SZA - CWR 1:0 CWR - SZA 2:1 |                           |
| 9   | Sokół Pniewy                         | 30 | 11 | 6  | 13 | 40     | 34     | +6    | 39  |                             |                           |
| 10  | Pogoń Lwówek                         | 30 | 11 | 4  | 15 | 38     | 45     | −7    | 37  | LWÓ - MIĘ 1:1 MIĘ - LWÓ 0:3 |                           |
| 11  | Warta Międzychód (B)                 | 30 | 10 | 7  | 13 | 35     | 48     | −13   | 37  | LWÓ - MIĘ 1:1 MIĘ - LWÓ 0:3 | Baraże o utrzymanie       |
| 12  | Sokół Damasławek (B)                 | 30 | 10 | 4  | 16 | 38     | 39     | −1    | 34  |                             | Baraże o utrzymanie       |
| 13  | Zjednoczeni Trzemeszno (B)           | 30 | 9  | 4  | 17 | 36     | 68     | −32   | 31  | TRZ - DSK 1:1 DSK - TRZ 0:3 | Baraże o utrzymanie       |
| 14  | Dyskobolia Grodzisk Wielkopolski (S) | 30 | 7  | 10 | 13 | 35     | 52     | −17   | 31  | TRZ - DSK 1:1 DSK - TRZ 0:3 | Spadek do klasy okręgowej |
| 15  | Sparta Złotów (S)                    | 30 | 6  | 5  | 19 | 22     | 57     | −35   | 23  |                             | Spadek do klasy okręgowej |
| 16  | Sokół Rakoniewice (S)                | 30 | 4  | 4  | 22 | 20     | 96     | −76   | 16  |                             | Spadek do klasy okręgowej |

### Baraże o utrzymanie
W barażach o utrzymanie brały udział drużyny z miejsc 12-14 obu grup wielkopolskich oraz wicemistrzowie 6 grup klasy okręgowej na terenie województwa wielkopolskiego. Zwycięzcy otrzymywali prawo do gry w IV lidze w następnym sezonie. 
| 13 czerwca 2010 | Błękitni Owińska | 1:3 | Warta Międzychód |  |
| 17:00           | ?'?              |     | ?'? · ?'? · ?'?  |  |

| 16 czerwca 2010 | Warta Międzychód | 1:2 | Błękitni Owińska |  |
| 18:00           | ?'?              |     | ?'? · ?'?        |  |

Zwycięzca: Warta Międzychód
| 13 czerwca 2010 | Świt Piotrowo | 2:0 | Zjednoczeni Trzemeszno |  |
| 17:00           | ?'? · ?'?     |     |                        |  |

| 16 czerwca 2010 | Zjednoczeni Trzemeszno | 3:0 | Świt Piotrowo |  |
| 18:00           | ?'? · ?'? · ?'?        |     |               |  |

Zwycięzca: Zjednoczeni Trzemeszno
| 19 czerwca 2010 | Drawa Krzyż Wielkopolski | 0:3 | Sokół Damasławek |  |
| 18:00           |                          |     | ?'? · ?'? · ?'?  |  |

| 23 czerwca 2010 | Sokół Damasławek | 1:3 | Drawa Krzyż Wielkopolski |  |
| 18:00           | ?'?              |     | ?'? · ?'? · ?'?          |  |

Zwycięzca: Sokół Damasławek

## Grupa XIX (zachodniopomorska)

### Drużyny
| Uczestnicy poprzedniej edycji                                                                                 | Uczestnicy poprzedniej edycji | Uczestnicy poprzedniej edycji | Uczestnicy poprzedniej edycji |
| --- | ----------------------------- | ----------------------------- | ----------------------------- |
| DDP | Drawa Drawsko Pomorskie       | 3                             |                               |
| SSZ | Stal Szczecin                 | 4                             |                               |
| GOL | Ina Goleniów                  | 5                             |                               |
| BAR | Pogoń Barlinek                | 6                             |                               |
| GRY | Gryf Kamień Pomorski          | 7                             |                               |
| VPR | Victoria 95 Przecław          | 8                             |                               |
| GWK | Gwardia Koszalin              | 9                             |                               |
| HSZ | Hutnik Szczecin               | 10                            |                               |
| LRM | Leśnik/Rossa Manowo           | 11                            |                               |
| WOL | Vineta Wolin                  | 12                            |                               |
| SKP | Sokół Pyrzyce                 | 13                            |                               |
| WYB | Wybrzeże Rewalskie Rewal      | 14                            |                               |
| PCW | Piast Chociwel                | 15                            |                               |
| Spadek z III ligi 2008/2009                                                                                   |                               |                               |                               |
| grupa I |                               |                               |                               |
| SŁA | Sława Sławno                  | 13                            |                               |
| Awans z V ligi 2008/2009                                                                                      |                               |                               |                               |
| grupa Kalisz                                                                                                  |                               |                               |                               |
| PDR | Piast Drzonowo                | 1                             |                               |
| grupa Szczecin                                                                                                |                               |                               |                               |
| SDO | Sarmata Dobra                 | 1                             |                               |
| Oznaczenia: - kolumna pierwsza – skróty nazw drużyn, - kolumna trzecia – miejsce zajęte w poprzednim sezonie. |                               |                               |                               |

### Tabela
| Lp. | Drużyna                  | M  | Z  | R  | P  | Bramki | Bramki | Różn. | Pkt | Uwagi                       | Bezpośrednio |
| --- | ------------------------ | -- | -- | -- | -- | ------ | ------ | ----- | --- | --------------------------- | ------------ |
| 1   | Pogoń Barlinek (M) (A)   | 30 | 24 | 4  | 2  | 82     | 19     | +63   | 76  | Awans do III ligi           |              |
| 2   | Gwardia Koszalin (A)     | 30 | 21 | 6  | 3  | 70     | 22     | +48   | 69  | Awans do III ligi           |              |
| 3   | Gryf Kamień Pomorski     | 30 | 22 | 2  | 6  | 96     | 26     | +70   | 68  |                             |              |
| 4   | Hutnik Szczecin          | 30 | 16 | 8  | 6  | 63     | 40     | +23   | 56  |                             |              |
| 5   | Ina Goleniów             | 30 | 14 | 12 | 4  | 62     | 33     | +29   | 54  |                             |              |
| 6   | Sarmata Dobra            | 30 | 14 | 4  | 12 | 68     | 51     | +17   | 46  |                             |              |
| 7   | Vineta Wolin             | 30 | 13 | 5  | 12 | 53     | 43     | +10   | 44  |                             |              |
| 8   | Leśnik/Rossa Manowo      | 30 | 10 | 8  | 12 | 33     | 35     | −2    | 38  |                             |              |
| 9   | Drawa Drawsko Pomorskie  | 30 | 10 | 7  | 13 | 43     | 47     | −4    | 37  | DDP - WYB 0:0 WYB - DDP 0:2 |              |
| 10  | Wybrzeże Rewalskie Rewal | 30 | 10 | 7  | 13 | 40     | 51     | −11   | 37  | DDP - WYB 0:0 WYB - DDP 0:2 |              |
| 11  | Victoria 95 Przecław     | 30 | 10 | 5  | 15 | 41     | 46     | −5    | 35  |                             |              |
| 12  | Piast Chociwel           | 30 | 9  | 6  | 15 | 43     | 53     | −10   | 33  |                             |              |
| 13  | Stal Szczecin (S)        | 30 | 9  | 3  | 18 | 39     | 59     | −20   | 30  | Spadek do V ligi            |              |
| 14  | Sława Sławno (S)         | 30 | 8  | 5  | 17 | 42     | 82     | −40   | 29  | Spadek do V ligi            |              |
| 15  | Sokół Pyrzyce (S)        | 30 | 5  | 1  | 24 | 28     | 87     | −59   | 16  | Spadek do V ligi            |              |
| 16  | Piast Drzonowo (S)       | 30 | 1  | 5  | 24 | 23     | 132    | −109  | 8   | Spadek do V ligi            |              |